# 見附市
見附市（みつけし）は、新潟県中央部に位置する市。中越地方に属し、県内で面積が最も小さい市である。

## 地理

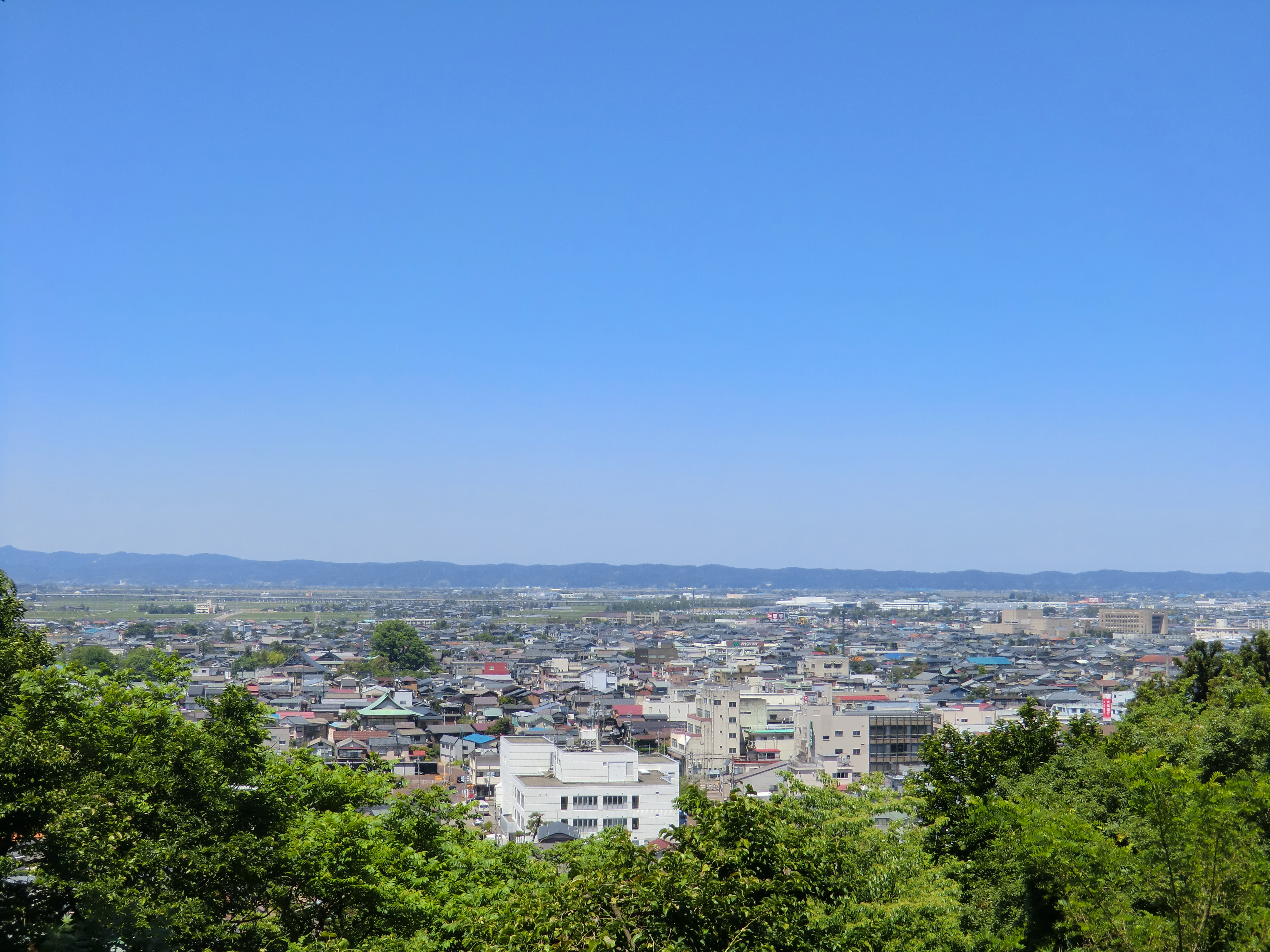
観音山から望む見附市街

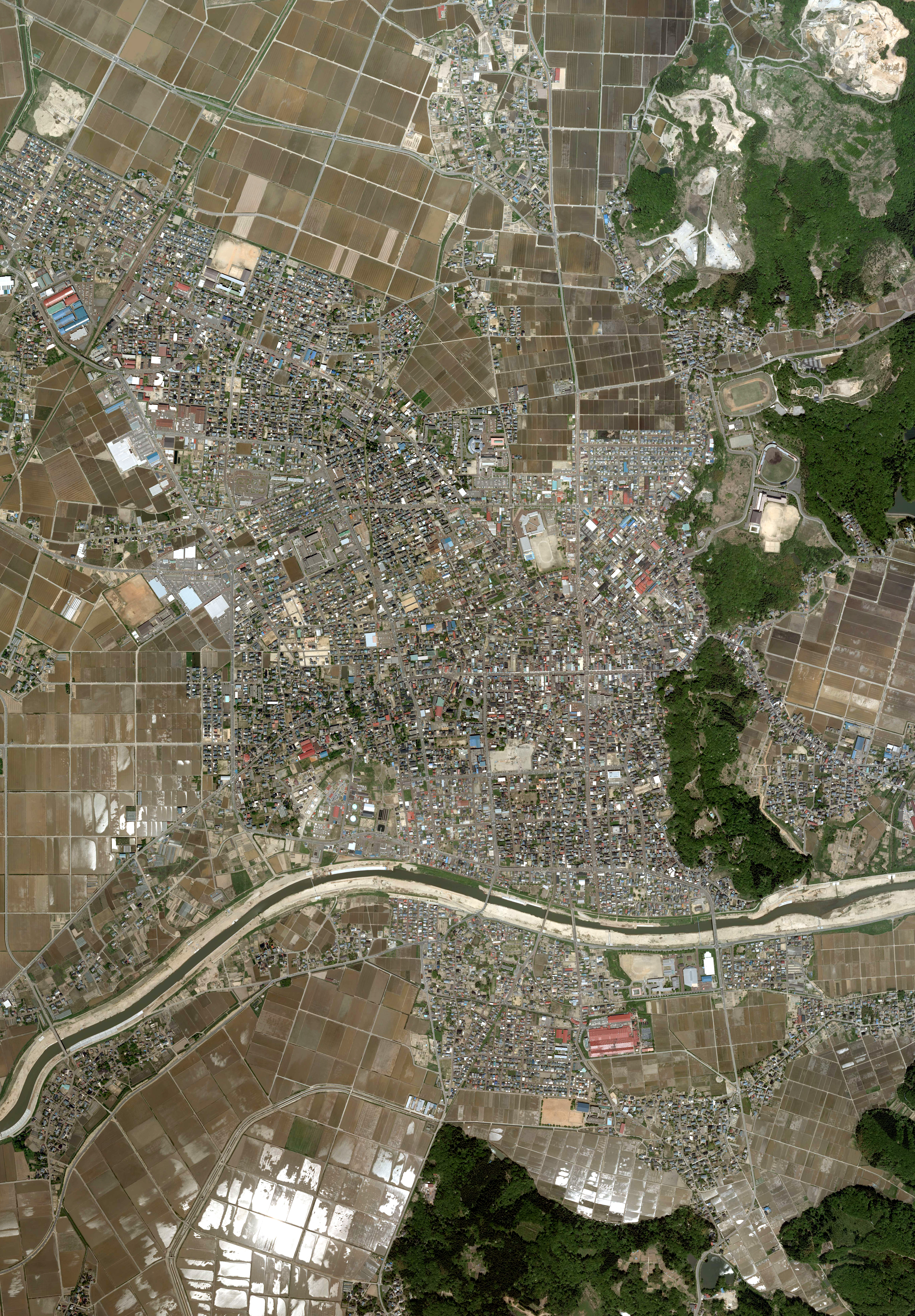
見附市中心部周辺の空中写真。
2007年5月14日撮影の24枚を合成作成。。

新潟県の中央に位置し、市中心部に新潟県土の重心がある（後述）。東京都心から約300km、新潟市中心部から約50kmの距離に位置し、見附・今町地区と二つの市街地が発展する複眼都市である。古くから暴れ川として知られる刈谷田川が市の中心を南北に分けるように流れ、下流では長岡市（中之島地区）との境界線の役割を果たし（但し、市境の一部は河川改修前の旧河道のままである）、市の外で信濃川に合流している。市の中心部にあった見附町（現見附地区）は刈谷田川の北岸に位置し、全町が水没するほどの水害に幾度も襲われてきた。「見附」の名の由来も水に漬かる土地という意味に由来すると言われている。
冬には積雪があり、中心部の歩道には雁木（がんぎ）やアーケードが整備されている。今町地区の今町商店街と見附地区の本町商店街の一部には雁木が整備され、見附地区の本町・新町商店街も以前は雁木であったが、現在ではアーケードが整備されている。市内の幅広い地域で消雪パイプによる散水消雪が行われ、消雪パイプのない道路や駐車場では除雪車や除雪機による除雪が行われる。

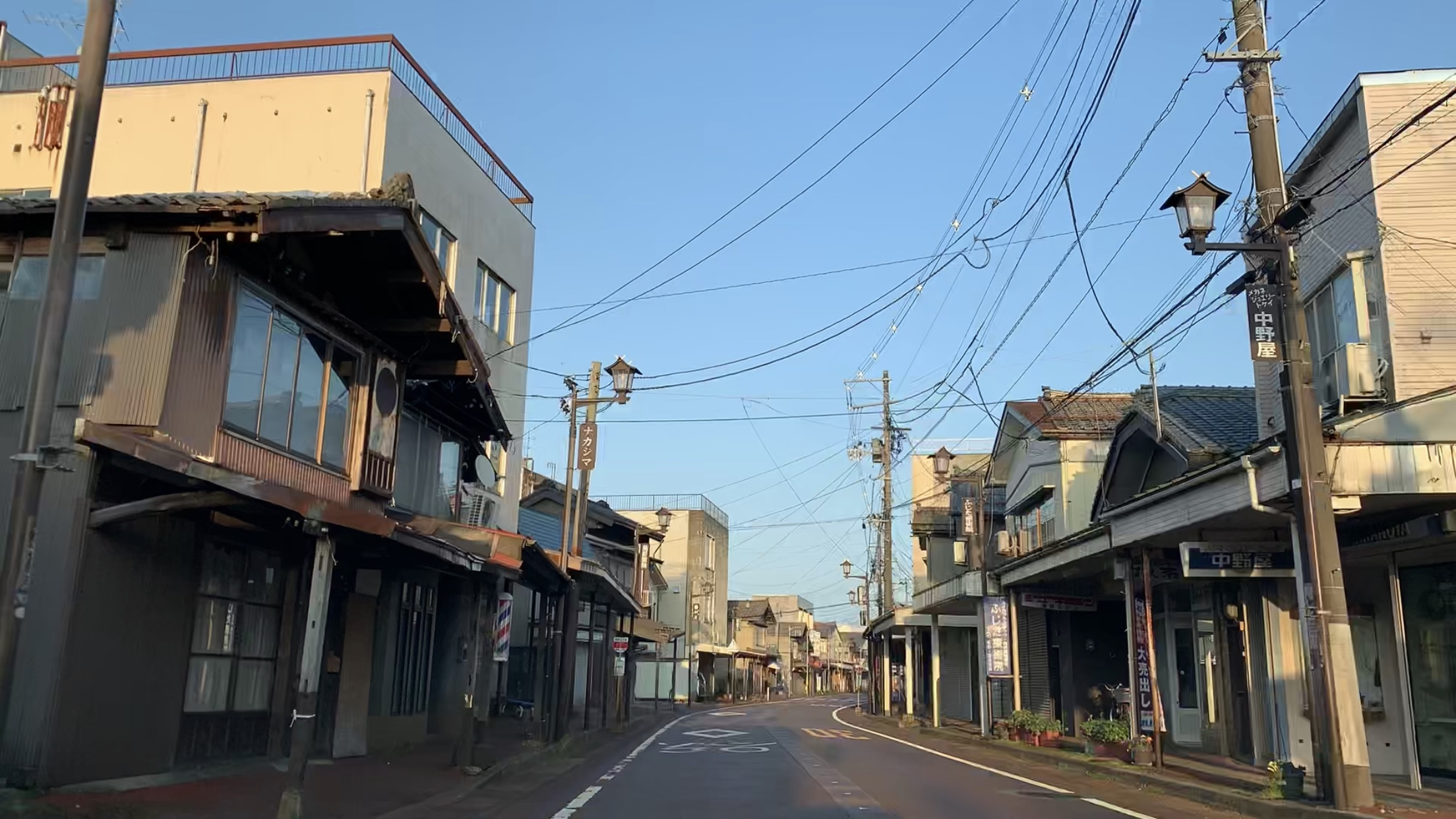
今町の雁木
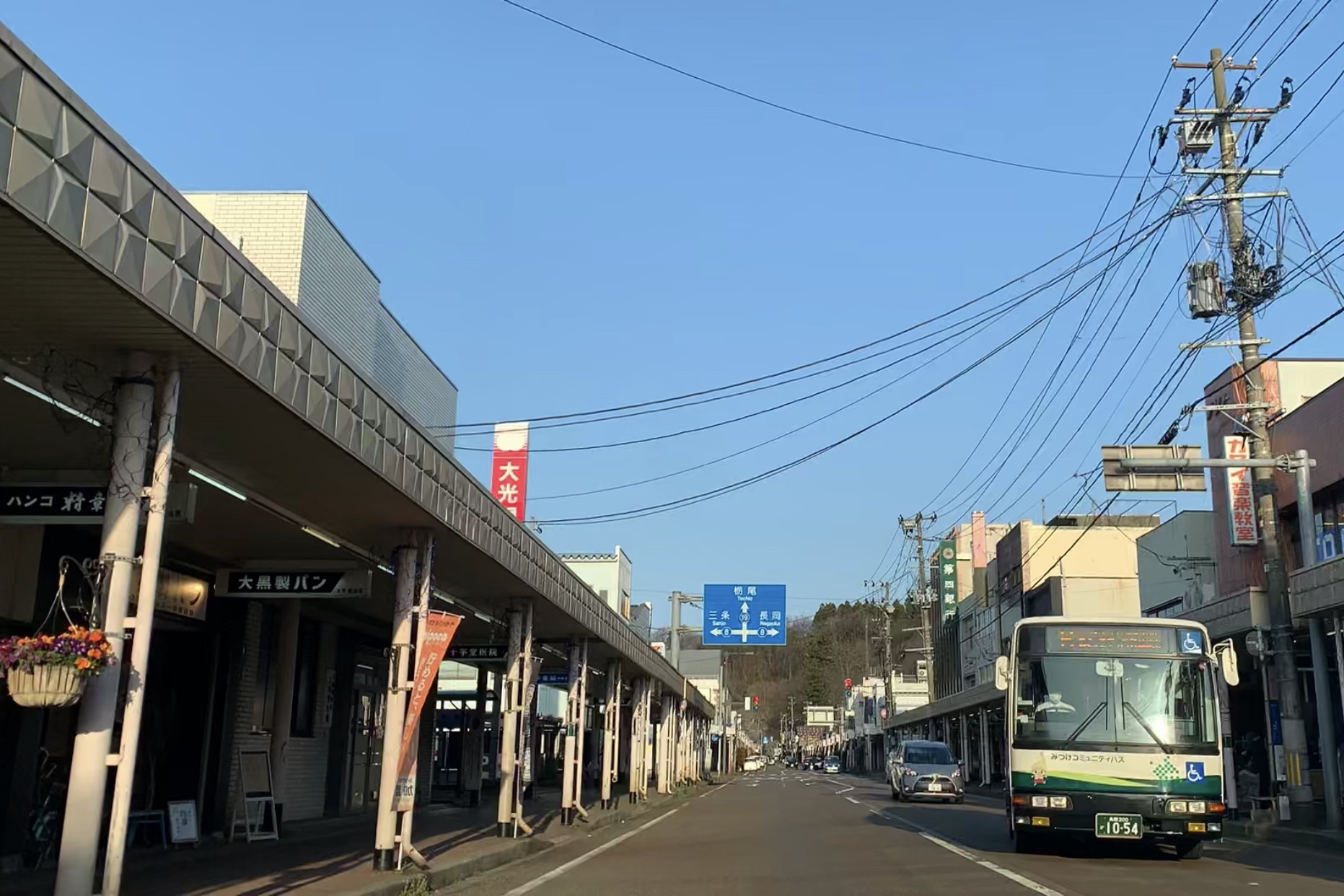
見附本町1丁目のアーケード
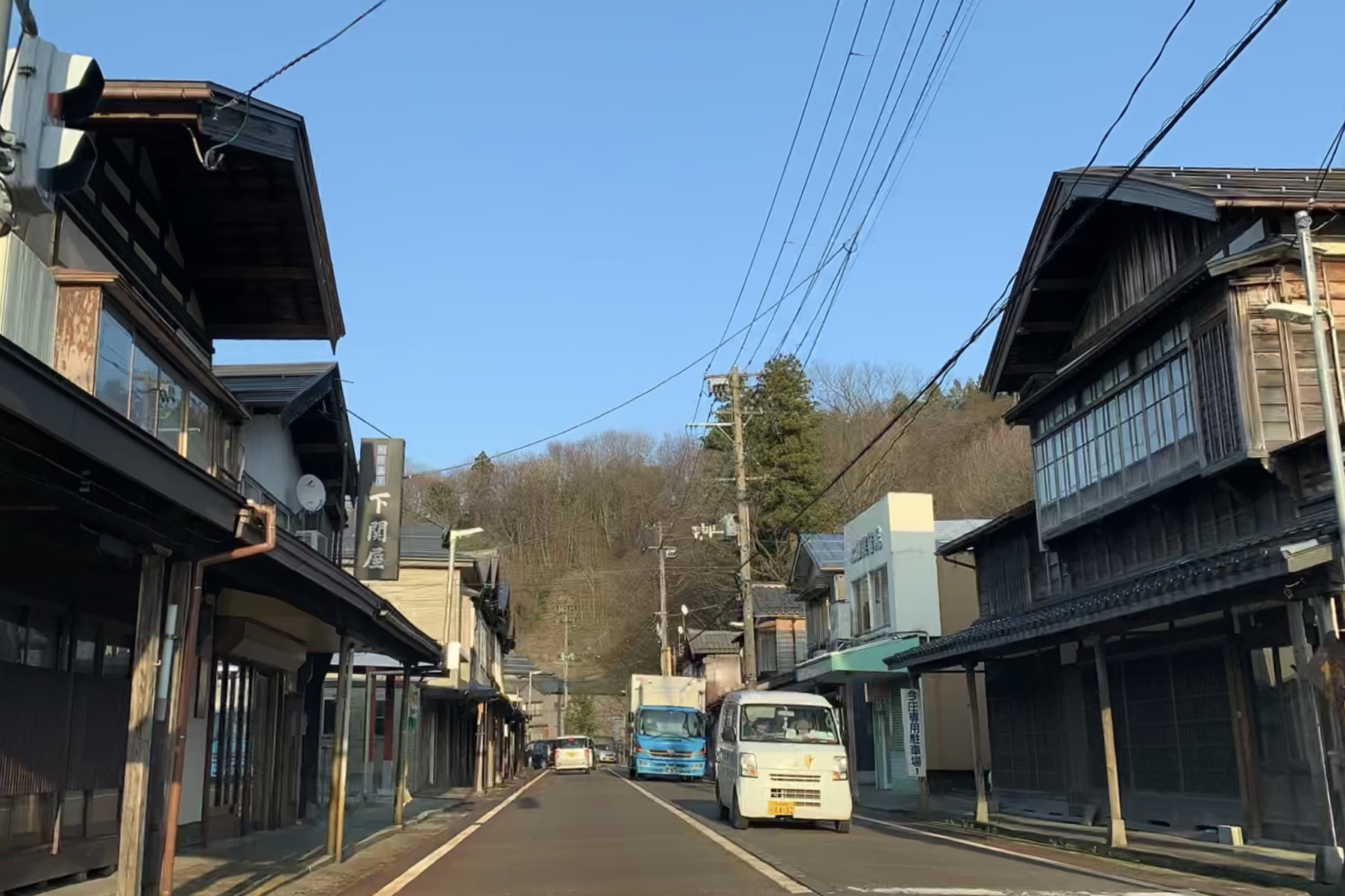
見附本町3丁目の雁木

### 地形
周囲は71.7km。広ぼうは東西に11.5km、南北に14.7km。海抜は最高300m、最低10m。
市の東部には丘陵地帯、西部には平野部が形成されている。また、北部では田園地帯が形成され、市域の5割近くを田畑が占めている。

### 気候
年間の平均気温は約13℃であり、降水量は2,000mmを超える。日本の気候区分では日本海式気候に分類され、春から夏にかけてフェーン現象により5月でも最高気温が30℃を超す日がある一方で、冬は曇りや雪の日が多く、日照時間が短く最高気温が5℃以下で推移する日も多い。
昭和時代は最大積雪量が2mを超える年もあったが、1994年度以降（2021年3月現在）で2mを超えた年はなく、2011年度の147cmが最大である（右グラフ参照）。また、最大積雪量が1mを超えた年は1995年度・2004年度・2010年度・2011年度・2017年度・2020年度の6回である。一方、最大積雪量が40cmを下回った年は1996年度・2001年度・2006年度・2008年度・2018年度・2019年度の6回である。そのうち、2006年度と2019年度は累積降雪量が1mを下回るなど極端に少雪の年も見受けられる。

### 地価
市内の公示地価は、2021年1月１日現在で29,455円/m2（97,373円/坪）であり、前年からは約1.67%の下落となった。データのある1983年から現在までの最高価格は1993年の102,000円/㎡（337,190円/坪）であり、そこから上下しながらも微減傾向で推移していたが、1998年に下落に転じて以降長らく下落が続き、2012年に最低価格を更新する。その後、2016年・2019年など上昇に転じる年もあったが、下落傾向は続き、2021年は2年連続で最低価格を更新している。以前は5%を超えて下落することもあったが、近年は1%台の下落で推移している。
県内市町村30自治体のうち高い方から9番目であるが、隣接する長岡市46,617円/m2（154,106円/坪）や三条市36,188円/m2（119,632円/坪）より低い価格となっている。

### 隣接自治体
県内にある市として最も面積が小さく、また隣接していた自治体が合併したことで、2021年現在の隣接自治体は下記2市のみである。長岡市への通勤率は32.8%である（平成22年国勢調査）。
- 長岡市
- 三条市

## 歴史
江戸時代の初期ごろから、市域は村松藩と長岡藩、新発田藩に分かれて支配されるようになった。その後、1889年（明治22年）の市町村制の施行とともに現在の市域に南蒲原郡見附町、今町ほか6村と古志郡の3村が成立した。

### 今町
今町という名前の由来は、江戸時代の1665年（寛文5年）に新発田藩の新田開発によって今町新田という名称をつけたことによる。北越戊辰戦争において1868年（慶応4年）、今町は新政府軍と列藩同盟軍の戦場になり、町全体が戦火に見舞われ、大きな損害を被る。その後、藩政が廃止され明治政府による1889年（明治22年）の市町村制の制定時に、上新田地区と合併して南蒲原郡今町になると復興し、周辺の農村部の生産した米の取引で再び繁栄する。だが、1942年（昭和17年）から始まった戦時中の統制経済によって米取引は大きな制約を受けることになり衰退し、1956年（昭和31年）の住民投票の結果、今町は見附市と合併することになり、見附市今町として今日に至る（昭和の大合併）。

### 年表

#### 昭和
- 1927年（昭和2年）6月19日：新町から出火。家屋150戸、織物工場23棟が全焼する大火となり、葛巻村方面にも延焼した。消防応援は長岡市などからも消防ポンプ車が駆けつけたが、水不足のため破壊消火も行われた[4]。
- 1934年（昭和9年）2月1日 : 庄川村を編入する。
- 1948年（昭和23年）6月1日 : 新潟県立加茂農林高等学校定時制見附分校が開校。
- 1953年（昭和28年）10月10日 : 古志郡北谷村を編入する。
- 1954年（昭和29年）3月31日 : 南蒲原郡見附町、新潟村、葛巻村、古志郡上北谷村が合併。市制施行により見附市となる。
- 1955年（昭和30年）11月1日 : 長岡市の一部である下新町、漆山町を編入する。
- 1956年（昭和31年）9月30日 : 南蒲原郡今町を編入する。
- 1958年（昭和33年）
  - 3月 : 中央公民館が完成する。
  - 12月 : 見附駅舎が完成する。
- 1961年（昭和36年）3月 : 今町公民館が完成する。
- 1963年（昭和38年）
  - 1月 : 38豪雪により、災害救助法を適用する。
  - 3月 : 新潟県立見附高等学校が開校される。
  - 8月 : 見附市消防署庁舎が完成する。
- 1964年（昭和39年）
  - 6月 : 新潟地震により市内でも被災する。
  - 7月 : 集中豪雨により、刈谷田川が破堤し、災害救助法を適用する。
- 1967年（昭和42年）8月 : 集中豪雨により、刈谷田川が破堤する。
- 1968年（昭和43年）
  - 5月12日 : 新町で73棟が全半焼する火事が発生する（新町大火）。
  - 12月 : 市内初の消雪パイプが新町1丁目に敷設される。
- 1969年（昭和44年）
  - 6月 : 観音山に観光道路が開通する。
  - 7月 : 第1回見附まつりが開催される。
- 1971年（昭和46年）
  - 4月 : 65歳以上の寝たきり老人医療費無料制度が開始される。
  - 6月 : 総合体育館が完成する。
  - 7月 : 市立図書館が開館する。
  - 8月 : 水道山公園が完成する。
- 1973年（昭和48年）
  - 1月 : 70歳以上の老人医療費無料制度が開始される。
  - 4月 : 越後交通栃尾線の上見附駅 - 栃尾駅間が廃線となる。
  - 9月 : ブラジル・マイリンケ市と姉妹都市を提携する。
- 1975年（昭和50年）
  - 3月 : 越後交通栃尾線が全線廃止となる。
  - 11月 : 国道8号見附バイパスが開通される。
- 1978年（昭和53年）11月 : 見附警察署新庁舎が完成する。
- 1980年（昭和55年）
  - 7月 : 市役所新庁舎が完成する。
  - 10月 : 中央公民館が市役所跡地に移転する。
- 1982年（昭和57年）
  - 3月 : 消防署新庁舎が完成する。新潟県立加茂農林高等学校定時制見附分校が閉校。
  - 12月 : 新潟公民館が完成する。
- 1985年（昭和60年）
  - 3月 : 上越新幹線が全線開通する。
  - 10月 : 関越自動車道が全線開通する。
- 1987年（昭和62年）
  - 4月 : 大平森林公園で開園式典が挙行される。
  - 11月 : 市立図書館の新館が開館する。

#### 平成
- 1991年（平成3年）12月 : ジュンコ・コシノ見附コレクションが開催される。
- 1992年（平成4年）7月 : 市立成人病センター病院がオープンする。
- 1997年（平成9年）
  - 4月 : 北谷公民館の新館が開館する。
  - 6月 : ポケットパーク「新潟の重心地」が完成する。コシノジュンコとまちづくりアドバイザー契約を結ぶ。
- 2000年（平成12年）
  - 10月 : 今町・中之島大凧合戦350周年を記念し、全国凧揚げ大会が開催される。
- 2001年（平成13年）
  - 5月 : 新潟県中部産業団地に企業進出第1号。
  - 11月 : 見附小学校が「全国花いっぱいコンクール」で内閣総理大臣賞を受賞する。
- 2003年（平成15年）11月 : 見附産品PRイベント「第1回見附のとっておき百選」を東京・新潟館「ネスパス」で開催する。
- 2004年（平成16年）
  - 7月13日 : 平成16年7月新潟・福島豪雨により市内を流れる刈谷田川が6か所で決壊し、災害救助法を適用する。軽傷者は6名、家屋は半壊1棟、一部損壊2棟、床上浸水880棟、床下浸水1,153棟の被害を受ける。
  - 10月23日 : 新潟県中越地震が発生し、市内では震度5強を観測する。各地で道路が陥没し、電気・ガス・水道などのライフラインも寸断され、この年2度目の災害救助法を適用する。人的被害は死者1名、重傷者49名、軽傷者465名に上り、家屋被害は全壊52棟、大規模半壊18棟、半壊515棟、一部損壊9,332棟に上る。
- 2005年（平成17年）7月2日 : 中越地震により延期されていた市制50周年記念式典が行われる（当初は2004年（平成16年）11月を予定）。
- 2007年（平成19年）7月16日 : 新潟県中越沖地震が発生し、市内では震度5弱を観測する。人的被害は軽傷者14人に上り、家屋被害は一部損壊531棟に上る。
- 2009年（平成21年）1月27日 :県道20号見附中之島線中之島大橋が開通。2004年（平成16年）の新潟・福島豪雨の際に、長岡市中之島地区と対岸の見附市を結ぶ中之島大橋の下流約100メートルの地点など計6カ所で決壊し、多くの被害が出た。このため、県は湾曲している刈谷田川のカーブを緩くし、水害を減らすことを目的に総事業費100億円の計画を立て、河川の改修とともに橋が建て直された。橋の全長は114メートル、道員は16メートルとなっており、近くの河川敷で行われる大凧合戦から、愛称は凧大橋とつけられた[5]。
- 2013年（平成25年）8月23日 : 道の駅パティオにいがたが開業。2004年（平成16年）の新潟・福島豪雨による中之島大橋近辺の河川改修でできた4.6ヘクタールの土地に県が駐車場やヘリポートなどを備えた防災公園を整備し、その公園内に市が道の駅を建設し、施設と公園の管理運営を単独で行っている[6]。

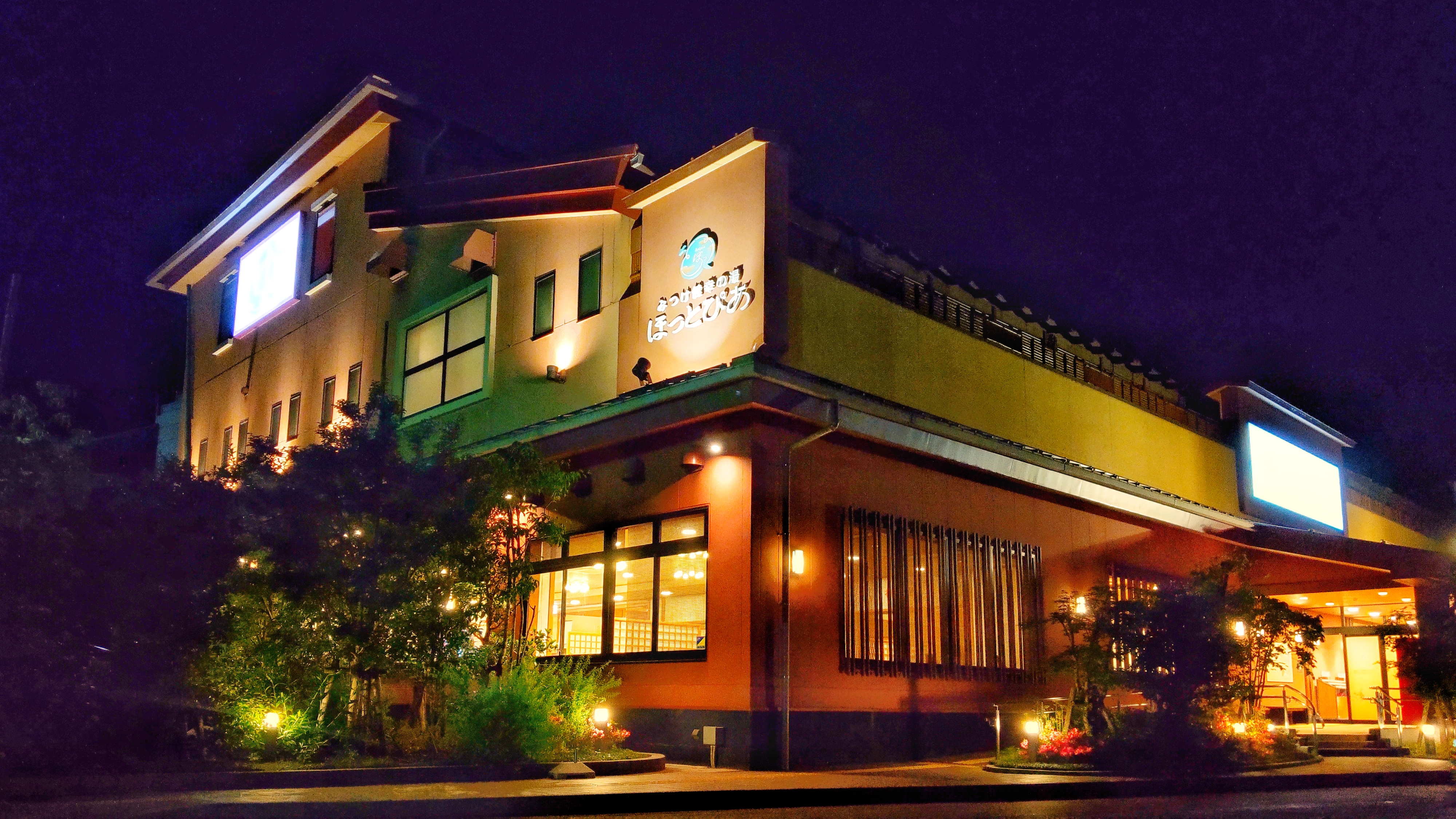
みつけ健幸の湯 ほっとぴあ

- 2016年（平成28年）8月25日 : みつけ健幸の湯ほっとぴあがオープン。岩盤浴（ロウリュウ、岩塩、薬宝玉石、トルマリン）や露天風呂（壺湯、炭酸風呂、寝転び湯）のほか、カフェや食堂なども置かれている[7]。
- 2017年（平成29年）
  - 6月：コンパクトシティに先進的に取り組む自治体を表彰する「第1回コンパクトシティ大賞」で最高賞「国土交通大臣表彰」を受賞する。[G 2]
  - 10月：人口減少や少子高齢社会などの課題解決を図る取り組みを表彰する「第5回プラチナ大賞」で大賞と総務大臣賞を受賞する。[G 3]
- 2019年（平成31年）2月：「第3回先進的まちづくりシティコンペ」で国土交通大臣賞を受賞する。市民の知恵と協働により創出された交流や出会いの場が生まれる仕組みづくりが、先進的まちづくりシティコンペの趣旨が掲げる、「人口減少社会でも、まちの活性化を創出し、持続可能なまちづくりが可能となる先進的な事例」として評価された。[G 4]

#### 令和
- 2020年（令和2年）4月1日：市のガス事業が民営化され、北陸ガス㈱による事業運営がスタート。[G 5] 市による60年余りのガス事業の歴史に幕を閉じた。

## 人口
| |                                        |  |
| 見附市と全国の年齢別人口分布（2005年） | 見附市の年齢・男女別人口分布（2005年） |  |
| ■紫色 ― 見附市 ■緑色 ― 日本全国 | ■青色 ― 男性 ■赤色 ― 女性              |  |
| 見附市（に相当する地域）の人口の推移 \| 1970年（昭和45年） \| 41,059人 \| \| \| 1975年（昭和50年） \| 40,954人 \| \| \| 1980年（昭和55年） \| 41,833人 \| \| \| 1985年（昭和60年） \| 42,546人 \| \| \| 1990年（平成2年） \| 43,116人 \| \| \| 1995年（平成7年） \| 43,760人 \| \| \| 2000年（平成12年） \| 43,526人 \| \| \| 2005年（平成17年） \| 42,668人 \| \| \| 2010年（平成22年） \| 41,862人 \| \| \| 2015年（平成27年） \| 40,608人 \| \| \| 2020年（令和2年） \| 39,237人 \| \| |                                        |  |
| 総務省統計局 国勢調査より |                                        |  |
| 1970年（昭和45年） | 41,059人                               |  |
| 1975年（昭和50年） | 40,954人                               |  |
| 1980年（昭和55年） | 41,833人                               |  |
| 1985年（昭和60年） | 42,546人                               |  |
| 1990年（平成2年） | 43,116人                               |  |
| 1995年（平成7年） | 43,760人                               |  |
| 2000年（平成12年） | 43,526人                               |  |
| 2005年（平成17年） | 42,668人                               |  |
| 2010年（平成22年） | 41,862人                               |  |
| 2015年（平成27年） | 40,608人                               |  |
| 2020年（令和2年） | 39,237人                               |  |

人口推移
世帯数推移
市の人口は1947年（国勢調査）に4万人を突破した後、増減を繰り返しながら微増に推移し、1998年には44,617人とピークに達した。その後、少子化の進行や若年層の進学・就職による市外への移住によって減少に転じて以降、現在もその傾向が続いている（右グラフ参照）。そこで、市は人口減少を抑制するため、定住人口の増加や健幸住宅の建設促進を目的として、市外からの転入者に対して新築住宅または建売住宅を取得した場合に最大50万円を支給する政策を行っている。 また、住替え促進や定住人口の増加を目的として、市内在住者・市外からの転入者に対して中古住宅を取得した場合にも最大30万円を支給するなど社会増に向けた政策に取り組んでいる。

人口が減少する一方で、長岡・三条両市のベッドタウンとして機能している側面もあり、核家族世帯や単身世帯が増加しており、人口が減少に転じてからも世帯数は増え続けている（右下グラフ参照）。

### 人口密度
2020年1月1日現在の人口密度は515.59人/kmであり、県内では新潟市、燕市に次いで3番目である。可住地面積（当市は49.95km2 ）
における人口密度では804.20人/kmと、新潟市に次いで2番目となる。また、全国と比較すると（2015年現在）、日本の可住地面積1km2当たり人口密度は1,044人/kmであり、密度の高い方から586番目（全1,720市区町村中）である。

### 昼間人口
2015年度の国勢調査によると、夜間人口40,608人に対して昼間人口は35,283人であり、差引5,325人の流出超過となっている（夜間人口に対する昼間人口の割合は86.9%）。内訳をみると、流入人口が5,978人（内訳：就業5,661人、通学317人）、流出人口が11,332人（10,023人、1,309人）であり、就業・通学ともに流出超過となっている。

### 合計特殊出生率
合計特殊出生率推移
市の合計特殊出生率は、右グラフのとおりである。2007年度から2010年度まで1.4前後で推移。2011年度には1.17まで急減するが、翌12年度は1.57と大きく反転しピークに達する。2013年度からは再び1.4前後で推移するが、2015年度1.50から2018年度の1.32まで3年連続で下落している。

新潟県や全国平均と比較すると、2015年度まで上回ったり下回ったりを繰り返しているが、2016年度以降は3年連続で下回って推移している。また、2016年度の出生率が当市1.41、新潟県1.43、全国平均1.44とそれぞれ差が0.02と0.03であったのに対して、2018年度が当市1.32、新潟県1.41、全国平均1.42とそれぞれ差が0.09と0.10であり、新潟県や全国に比べて出生率の低下が進んでいる。

### 高齢化率
高齢化率推移
市の高齢化率は、右グラフのとおりである。2004年に22.6%であった高齢化率が2009年に25％を突破。市民の4人に1人が高齢者となった。2014年には27.7%と10年間で5%を超える上昇となった。その後も上昇は続き、2017年には30%を突破し、2020年現在では32.1%に達する。また、全国平均と比べてみると高く推移している。2007年度から2012年度までは差が2%台で推移していたが、2013年度からは1%台になり、2015年度には1.5%と最も縮まった。そこから再び差が開き、2016年度に再び2.0%と2%台に開いてからは縮まることなく推移。2019年度現在では2.8%まで差が開いている。

高齢化世帯数についても1990年には373世帯だった高齢夫婦世帯数（65歳以上の夫婦のみの世帯数）が2010年には1,345世帯に、同じく241世帯だった高齢単身世帯数が844世帯に増加している。

### 自然動態
自然動態推移（左から出生数、死亡数、差引）
2000年以降（2019年現在）の自然動態は右グラフのとおりである。出生数は増減を繰り返しながら緩やかに減少し、2006年に3百人を下回った後に一度回復して推移するが、2016年に再び3百人を下回って以降2百人台で推移し、2019年には最少の234人となった。

一方、死亡数は2000年から2004年までは4百人前後で推移していたが、2005年からは4百人を下回ることなく推移し、2011年に5百人を上回って以降5百人前後で推移し、2019年には最多の544人となった。

差引では、2005年以降1百人前後の自然減で推移。2011年に2百人超の自然減となって以降2百人前後の自然減で推移。2019年には出生数は最少となった一方で、死亡数は最多となったため、2000年以降最多の310人の自然減となった。

### 社会動態
社会動態推移（左から転入数、転出数、差引）
2000年以降（2019年現在）の社会動態推移は右グラフのとおりである。転入数は2001年に1千人を下回って以来概ね9百人台で推移していたが、2017年には1千人台を回復し、その後も1千人付近で推移している。

一方、転出数も2008年に1千人を下回って以来概ね9百人前後で推移していたが、2015年には1千人を超え、その後も1千人付近で推移している。

差引では、2002、2004～2006年にかけて1百人以上の転出超過だったが、その後は1百人を下回って推移し、2012年には17人の転入超過に転じた。しかし、2015年には再び206人の転出超過となり、その後も少数ながら転出超過が続いている。

## 行政

### 歴代市長
| 代    | 氏名       | 就任年月日     | 退任年月日     | 備考            |
| ----- | ---------- | -------------- | -------------- | --------------- |
| 初代  | 齋藤為次郎 | 1954年11月7日  | 1958年11月6日  |                 |
| 2-3   | 目黒忠平   | 1958年11月7日  | 1966年11月6日  |                 |
| 4-6   | 内山文雄   | 1966年11月7日  | 1978年11月6日  |                 |
| 7     | 関利栄     | 1978年11月7日  | 1982年11月6日  |                 |
| 8-10  | 内山文雄   | 1982年11月7日  | 1994年11月6日  |                 |
| 11-12 | 大塩満雄   | 1994年11月7日  | 2002年11月6日  |                 |
| 13-17 | 久住時男   | 2002年11月7日  | 2021年11月30日 | 5期目途中で辞職 |
| 18    | 稲田亮     | 2021年12月13日 | 現職           |                 |

### 行政機構
2005年度における市の職員数は286人であり、人口千人あたりの職員数は6.53人と県内の市では最少の職員数となっており（消防公営企業を除く）、今後もこれを維持することを掲げている。

### 財政

#### 一般会計決算

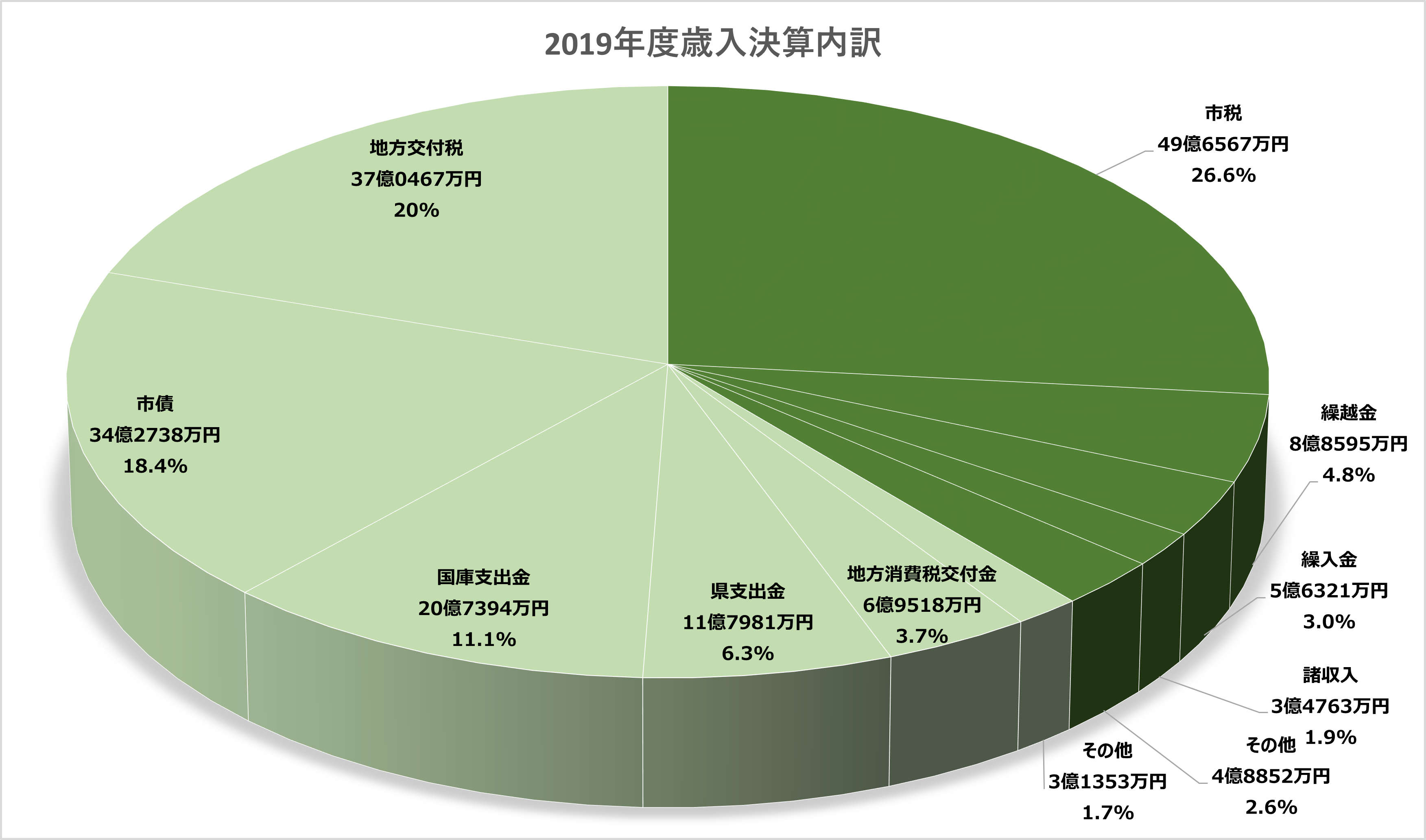
19年度歳入内訳

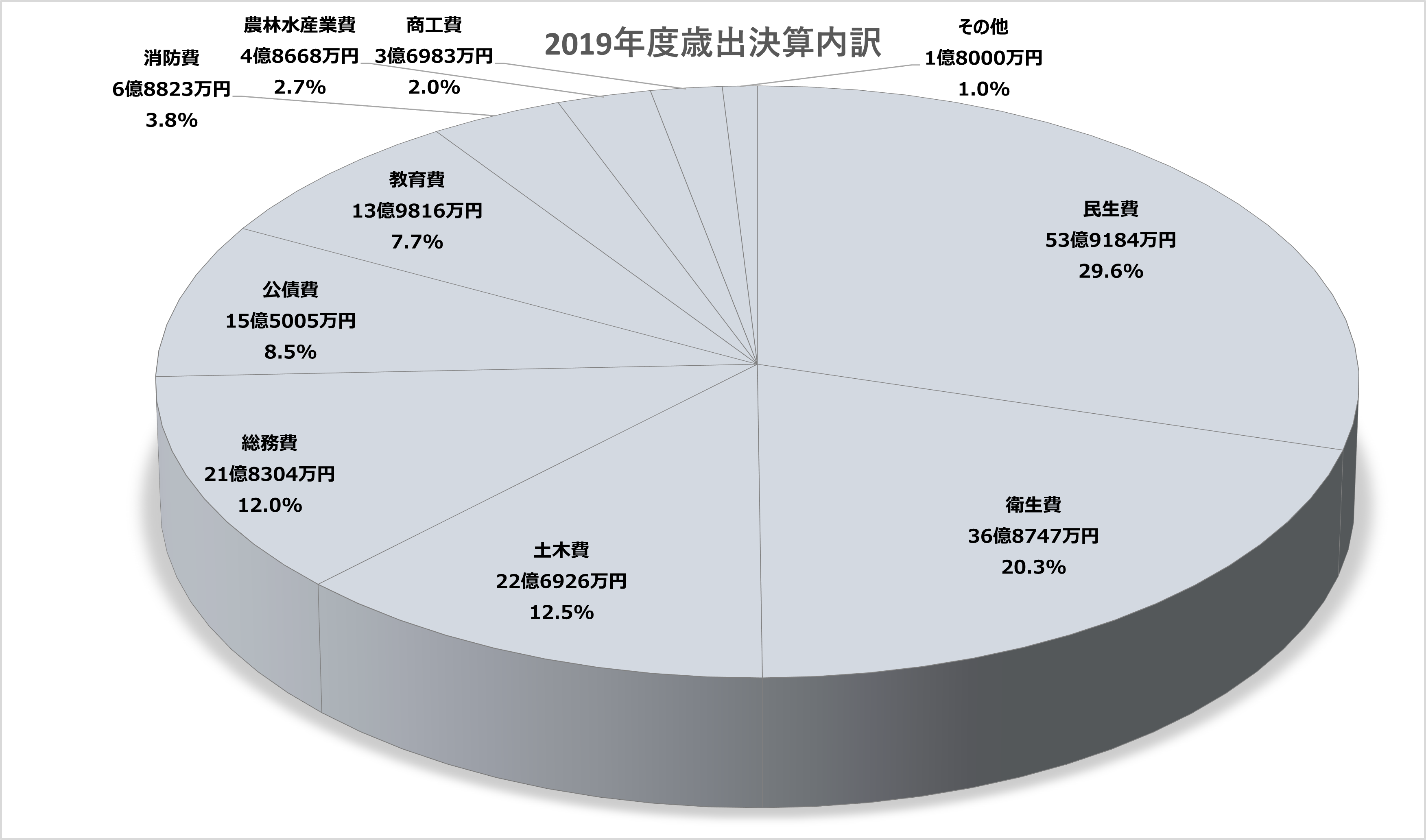
19年度歳出内訳

2019年度の一般会計決算は、歳入額約186.1億円、歳出額182.0億円であり、歳入から歳出を差し引いた金額は4.1億円である（左グラフ参照）。翌2020年度への繰越財源0.4億円を差し引いた実質収支は3.7億円の黒字となった。
歳入の主な内訳は、市税49.6億円(26.6%)、地方交付税37.0億円(20.0%)、国庫支出金20.7億円(11.1%)であり、自主財源72.2億円(38.9%)、依存財源113.9億円(61.1%)である（左円グラフ参照）。歳入は、県支出金、繰入金などが増加した一方、国庫支出金、市債などの減少が大きかったため、前年度比9.1%の減少となった。
歳出の主な内訳は、民生費53.9億円29.6%)、衛生費36.8億円(20.3%)、土木費22.6億円(12.2%)、総務費21.8億円(12.0%)、公債費15.5億円(8.5%)である（左円グラフ参照）。歳出は、教育費や民生費が増加した一方、土木費や衛生費の減少が大きかったため、前年度比7.1%の減少となった。
歳入の中で最も大きな割合を占める市税の主な内訳は、市民税(個人)16.7億円、市民税(法人)5.7億円、固定資産税21.3億円、軽自動車税1.3億円、たばこ税2.2億円、都市計画税2.3億円である。市民税(個人+法人)と固定資産で市税収入の約88%を占めている。

#### 市税推移
市税推移
過去10年間の市税の推移は右グラフのとおりである。2010年度の44.7億円から徐々に増加し、2014年度には47.1億円となる。翌15、16年度は微減するが、2017年度には50億円を突破して51.1億円、翌18年度はさらに増えて52.6億円となった。

内訳をみると、市民税(個人)は2010年度14.6億円から徐々に増加し、2012年度に15億円を突破。2017年度に16億円を突破して16.3億円となる。その後も増加は続き、2019年度現在では16.7億円と10年間で最高となった。

市民税(法人)は2010年度2.7億円から徐々に増加し、2012年度には3億円を上回って3.6億円。その後2015年度までは3億円台で推移するが、2016年度には2.9億円に減少。しかし、翌17年度は大幅増加に転じて7億円。翌18年度はさらに増えて9億円とピークに達する。翌19年度は減少するが、5.7億円と過去に比べて高水準が続いている。

固定資産税は2010年度から2019年度まで21～22億円で大きく変動することなく推移している。

#### 一般会計・市債依存度推移
一般会計推移(左:歳入、右:歳出)
市債依存度推移
過去10年間の一般会計の推移は右グラフのとおりである。歳入について、2016年度までは150～170億円台で推移しているが、2017年度204.5億円、2018年度204.8億円、2019年度186.1億円と増加傾向にある。それに合わせて歳出も増えている。主な要因として施設の老朽化に伴う建て替え工事が行われ、中でも金額の大きい学校給食センター建設事業、清掃センターごみ処理施設更新事業、青木浄水場更新事業の3つの影響が大きい。 各事業の年度別の金額は以下の通りである。
| 事業（億円）                 | 2017年度 | 2018年度 | 2019年度 |
| ---------------------------- | -------- | -------- | -------- |
| 学校給食センター建設         | 18.8     | -        | -        |
| 清掃センターごみ処理施設更新 | 7.8      | 39.4     | -        |
| 青木浄水場更新               | 5.7      | 8.7      | 33.8     |
| 合計                         | 32.3     | 48.1     | 33.8     |

また、上記事業に関する費用の多くを市債の発行で充当したことで、2010年度から2016年度まで7～9%台で推移していた市債依存度（歳入に占める市債発行額の割合）が、2017年度17.1%、2018年度21.7%と上昇し、2019年度も18.4%と高水準で推移している（右グラフ参照）。

#### 市債・基金残高
市債・基金残高(左:市債、右:基金)
過去10年間の市債・基金残高の推移は右グラフのとおりである。市債残高について、2010年度末から2016年度末にかけて130～140億円台で推移しているが、2017年度末は157.3億円に大きく増加。2018年度末188.9億円、2019年度末現在も208.5億円と増加傾向にある。

また、市の貯金に該当する基金残高（財政調整基金、減債基金、その他特定目的基金の合計）について、2010年度末から概ね増加傾向で推移し、2014年度末にピークの37.0億円に達する。しかし、翌2015年度末に減少に転じてから概ね下落傾向で推移し、2019年度末現在は14.7億円と底を付けた。

市債が増加する一方で基金が減少する主な要因は、同期間に市所有の施設の建て替え事業があったことによる（詳細は#一般会計・市債依存度推移参照）。

#### 財政健全化判断比率
地方公共団体の財政の健全化に関する法律（財政健全化法）による地方公共団体の財政の健全性を判断する指数として、実質公債費比率と将来負担比率、実質赤字比率、連結実質赤字比率がある。4つの指数のうち、いずれかの数値が早期健全化基準を上回ると「財政健全化計画」を策定する必要が出てくる。市の会計は黒字であるため、実質赤字比率と連結実質赤字比率は該当しない。実質公債費比率と将来負担比率については、以下に記載する。
実質公債費比率推移
実質公債費比率
過去10年間の実質公債費比率（一般会計の地方債の償還や公営企業への繰出金などから算出した指標。借金の返済状況がどれだけ会計を圧迫しているかを表す。比率が低いほど良好）の推移は、2010年度の13.1%をピークに徐々に減少しはじめ、2012年度には10%を下回った（右グラフ参照）。その後も減少傾向は続き、2016年度に7.6%と底を付ける。2019年度では8.1%と微増しているが、8%前後付近を推移している。早期健全化基準の数値は25.0%であり、市は下回っている。また、2019年度は全国で比率の低い方から488位（815市区中）と中位に位置する。
将来負担比率推移
将来負担比率
過去10年間の将来負担比率（一般会計、公営企業会計、公社などを含めた将来負担が見込まれる負債の大きさ。将来の財政運営を圧迫する可能性を表す。比率が低いほど良好）の推移は、2010年度の104.7%から減少し、2014年度から2015年度にかけて62.7%と底を付ける（右グラフ参照）。しかし、2016年度から上昇に転じ、2017年度には119.4%と100%を上回った。その後も上昇は続き、2019年度では145.9%とピークに達した。早期健全化基準の数値は350.0%であり、市は下回っているものの、同年度の県内市町村平均は105.6%、全国平均は27.4%であり、それぞれ大幅に上回った。 また、全国順位についても比率の低い方から794位（815市区中）とかなり下位に位置している。。
経常収支比率推移
その他
上記4つの指標とは別に財政構造の弾力性を測定する指標として経常収支比率がある。これは、地方税や普通交付税など使途が特定されない財源のうち、人件費や扶助費、公債費などの義務的経費の占める割合を示し、比率が高いほど財政運営の自由度が低くなり、災害など突発的な対応が難しくなる。 70～80%程度におさまることが妥当であると考えられている（比率が低いほど良好）。

過去10年間の動きを見ると、2018年度までは概ね90%台前半を推移していたが、2019年度には98.8%（前年度比：+6.0%）と大幅に上昇している。同年度の県内市町村平均は92.7%であり、比率の低い方から30市町村中最下位となった。同じく全国平均は93.6%であり、比率の低い方から815市区中732位とこちらもかなり下位に位置している。 同市によると、市内にある企業の利益が落ち込んだことによる法人税収入の減少が影響したとのことである。

#### 地方公会計
これまで予算・決算に係る会計制度は、現金収支を議会の民主的統制下に置くことで予算の適正・確実な執行を図るという観点から、単式簿記による現金主義会計が採用されてきた（官庁会計）。しかし、地方公共団体の財政状況が厳しくなる中で、財政の効率化・適正化が求められるとともに、透明性を高めて住民への説明責任を果たすことがより一層重要となっている。一方で、企業会計で採用されている複式簿記による発生主義会計では、現金主義・単式簿記だけでは見えにくい減価償却費や退職手当引当金といったコスト情報、資産・負債といったストック情報等の「見える化」が可能となる。そこで、総務省は複式簿記による発生主義会計を採用した地方公会計の導入を決定し、全国の自治体は財務書類（貸借対照表、行政コスト計算書、純資産変動計算書、資金収支計算書）の作成・開示が求められることとなり、市でも2018年度より作成・開示している。
将来施設要更新額
要更新額推移
市では現存する資産について、「今と同じ金額」で「耐用年数終了時にすぐ更新」することを前提とした場合の2019年度以降の更新スケジュール（5年単位）を2018年度時点で作成しており（右グラフ参照）、2083年度までの65年間で総額約451億円を見込んでいる。

推移を見ると2019-2023年度から徐々に増加していき、2029-2033年度にはピークの69億円に達する。その後、2043年度までの15年間は概ね同水準で推移。2044-2048年度は大幅な減少に転じ、以降は増減を繰り返しながらも減少傾向で推移し、2079-2083年度は最少の8千9百万円となる見込みである。なお、更新のための地方債発行に伴う利息や新設備の建設費は含まれていないこと、また、価格変動やPFIの活用、耐用年数終了後も使用可能な資産もあるため、必ずしもスケジュール通りに更新が必要となるとは限らないことに留意する必要がある。

### 防災

#### ハザード・マップ
市域は洪水や地震をはじめとする災害に幾度も見舞われてきた。その教訓を活かし、市は豪雨災害対応ガイドブックを作成している。洪水浸水想定や土砂災害、ため池及び液状化に関するハザードマップのほか、市内各地区の逃げどきマップも記載されている。逃げどきマップとは、約1,000年に一度の大雨で刈谷田川が決壊した場合に、市内各所においてどのような備えや行動をどのようなタイミングで行っていくべきかを示したもので、市が独自に作成したものである。 ガイドブックはネット上に公開されているほか、市役所3階企画調整課でも紙媒体で配布されている。

#### トイレトレーラー
災害時上下水道の被害などでトイレの確保が問題になると考えられることから、市では災害派遣トイレネットワークプロジェクト「みんな元気になるトイレ」に参加し、クラウドファンディングによる「トイレトレーラー」の導入を決めた。2020年11月から翌年1月にかけてクラウドファンディングを実施し、1千万円を超える金額が集まった。2021年4月に納入され、全国の自治体で13番目の導入となった。トレーラーは見附市が被災した際に避難所で使用するほか、イベントでの活用や全国で災害が起きた際には現地への支援としても使用される。

#### 災害時相互応援協定
2011年8月30日、市は村上市、妙高市と「災害時相互応援協定」を新たに締結した。これまでも3市は同様の協定を結んでいたが（1996年締結、当時は村上市、見附市、新井市）、東日本大震災で災害対策の拠点となる市庁舎機能を移転せざるを得ない状況がみられたことから、これまでの協定に『災害時の市庁舎機能の移転』、『避難者の受け入れ』条項を加え、新たな協定を締結した。上・中・下越で市庁舎機能の移転を含む協定を結ぶのは県内初。距離的に同時に被災する可能性の低い3市が災害時の応援態勢を準備しておくことで、確実で迅速な対応が可能となる。

#### 水害対策
2004年（平成16年）の7.13水害では、刈谷田川の氾濫により多大な被害をもたらしたことから、市は主に下記3つの事業を通じて水害対策に取り組んでいる。2011年7月（平成23年）の豪雨では、市内で30日午前4～5時にかけて1時間雨量68ミリメートルを記録した。これは7.13水害時の時間最高雨量44ミリメートルを大きく上回る降水量であったが、遊水地や田んぼダムへ放流したことにより、刈谷田川の越水や堤防の決壊を防ぐことができ、一定の効果があったと言える。
- 遊水地事業

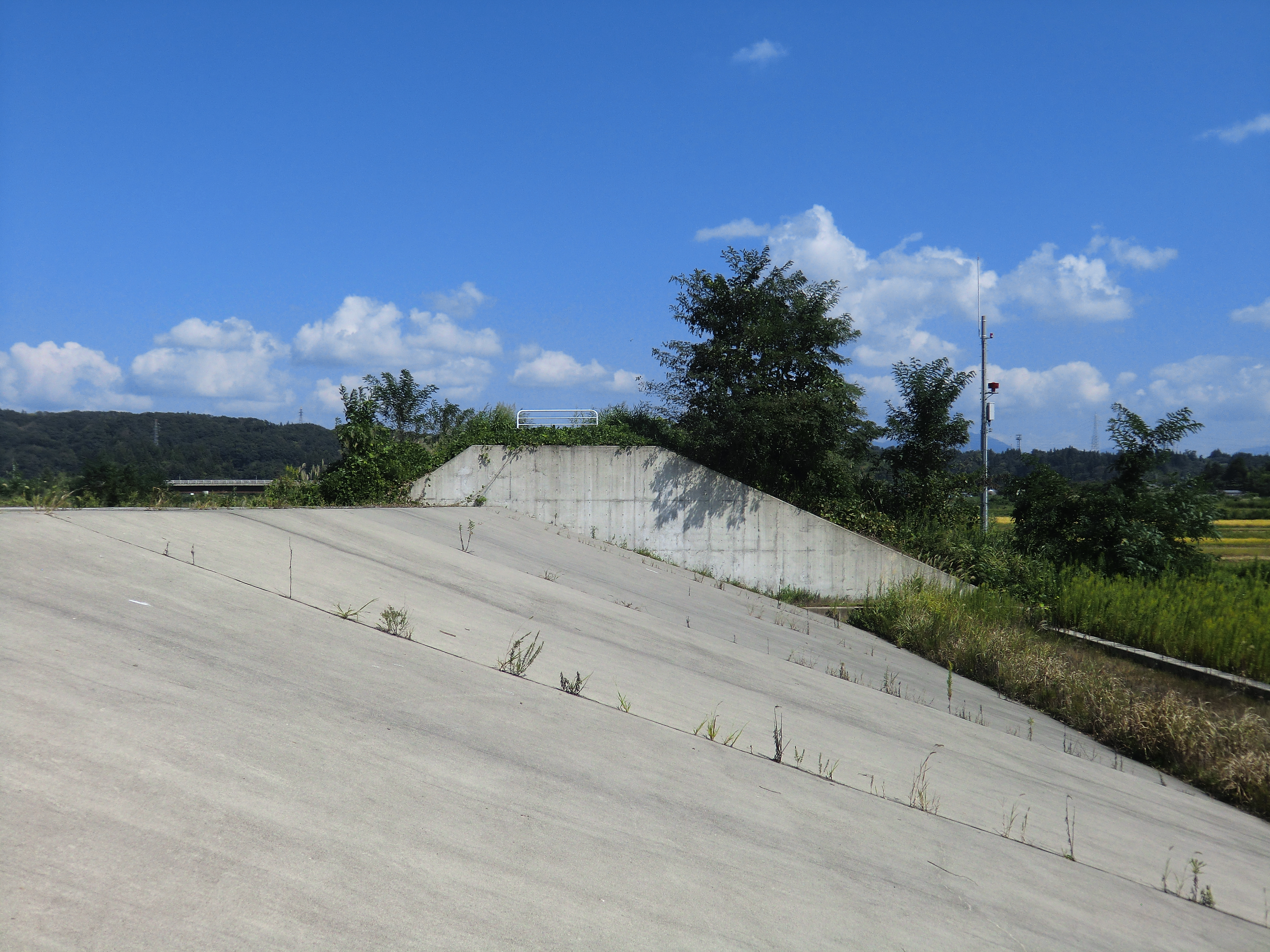
越流堤。左（河川）から右（遊水地）へ水が流れていく構造

市内を流れる刈谷田川の上流域である明晶町・庄川町・本明町・池之島町・太田町・河野町にある田畑を土地所有者の協力を得て、A池～F池の7か所を遊水地として利用。「越流堤」（右写真参照）と呼ばれる堤防の高さを周りに比べて2m程度低くした部分をつくることで、越流堤の高さを超える増水があった際に機械や人力に頼らずに河川の水が遊水地に流れるようになり、下流での堤防の決壊・越水を防ぐことを可能とするものである。また、農地への影響を減らすための工夫が施されている。遊水地に入る水が川底を削ってしまうため、水の勢いを弱めるための「減勢工」、敷き詰めた石を金網で固定したものを置くことで土砂が田畑に流れ込むことを軽減する「沈砂地」を備えている。また、洪水が収まり、川の水が少なくなってきたら、遊水地にたまった水を川へ排水する。遊水地として利用するために新潟県道19号見附栃尾線の一部をかさ上げするなどの工事も行われた。

　・遊水地貯水量 - 約235万m3

　・洪水調整機能 - 約200m3/s

　・面積 - 約91ha
- 雨水貯留管事業

本町・南本町地区に降った雨を一時的に貯めることにより浸水被害を減らす目的でつくられた。貯留管は地下約5mにあり、長さ586m、内径2.6mの円形管が埋設されている。貯水量は3,611m3であり、それを超える場合には、刈谷田川にポンプで排水される。2010年（平成22年）1月に完成。
- 田んぼダム事業

2010年から貝喰川流域の農地や市街地の浸水を軽減することを目的に豪雨によって洪水となるおそれがあるときに田んぼに一時的に水を貯める田んぼダム事業に取り組んでおり、1,200haの水田によるダムが造成されている。田んぼダムの効果について県の協力を得て新潟大学が検証したところ、計画区域内で100%田んぼダムを実施した場合には、今町市街地においては床下浸水を99%、床上浸水を100%減少させることができるという結果が出た。

### 市町村合併
2001年12月に長岡地域7市町村で研究会「長岡地域市町村合併研究会」（三島町はオブザーバー参加）が設置される。その後、本格的に合併について議論をするため、2003年1月に長岡地域8市町村で構成する「任意合併協議会」が設置される。市も当該協議会に参加していたが、2003年11月に実施した市民アンケートでは、賛成が17.4%であったのに対し、反対が62.9%と賛成を大幅に上回ったため、合併協議からの離脱を表明し、のちの「法定合併協議会」にも参加せず、単独への道を選んだ。

## 議会

### 市議会
- 定数：17人
- 任期：4年（2018年11月10日 - 2022年11月9日）[G 23]
- 議長：重信元子
- 副議長：五十嵐勝[G 24]

### 県議会
- 選挙区：見附市選挙区
- 定数：1人
- 任期：4年（2019年4月30日 - 2023年4月29日）
- 投票日：2019年4月7日
- 当選者：小泉勝
- 当日有権者数：34,189人
- 投票率：52.73％[G 25]

### 衆議院
- 選挙区：新潟4区（新潟市の一部、長岡市の一部、三条市、加茂市、見附市、南蒲原郡）
- 任期：2021年10月31日 - 2025年10月30日
- 投票日：2021年10月31日
- 当日有権者数：307,471人
- 投票率：64.17％

| 当落 | 候補者名   | 年齢 | 所属党派   | 新旧別 | 得票数   | 重複 |
| ---- | ---------- | ---- | ---------- | ------ | -------- | ---- |
| 当   | 菊田真紀子 | 52   | 立憲民主党 | 前     | 97,494票 | ○    |
| 比当 | 国定勇人   | 49   | 自由民主党 | 新     | 97,256票 | ○    |

## 経済
市内総生産推移
2017年度の市内総生産額は約1,286億円である。内訳は、第一次産業：25億円(構成比：1.9%)、第二次産業：522億円(40.5%)、第三次産業：739億円(57.5%)であり、第三次産業が最も大きい割合を占めている。第三次産業のうち生産額が大きい業種は、不動産業：181億円、卸売・小売業：133億円、保健衛生・社会事業：85億円であり、これらの業種で第三次産業の過半数を占めている。

また、就業人口は20,683人である（平成27年(2015年)国勢調査）。内訳は、第一次産業：820人(構成比：3.9%)、第二次産業：7,241人(35.0%)、第三次産業：12,460人(60.2%)であり、総生産額と同じく第三次産業の割合が最も大きい。

2017年度の1人当たりの市民所得は約312万円であり、県民所得287万円に対して108.7%、国民所得316万円に対して98.7%である。2013年度の市民所得は245万円であり、県民所得270万円に対して90.8%、国民所得293万円に対して83.7%であったことから、同期間にかけて県民所得や国民所得よりも高く成長したことが窺える。

### 第一次産業

#### 農業
農家の総数は2010年現在で1,355戸となっており、そのうち販売農家が1,019戸であり、農業従事者数は3,298人となっている。経営耕地面積は2,370.4haであり、そのうち田が2,240.0ha(94.4%)を占めている。また、畑の総耕地面積117.9ha(約5%)のうち、普通畑が95.3ha、樹園地が12.5haを占めている。
2006年における農業産出額は49億1千万円で、そのうち米が27億2千万円、畜産の合計が18億5千万円、野菜が2億2千万円、果実が6千万円となっており、農業産出額の99%近くを占めている。また、販売農家の95.8%にあたる976戸が米を生産している。

### 第二次産業

#### 製造業
製造品出荷額推移
見附結城、見附小倉、ニットなど繊維工業が伝統的な地場産業であり、1990年にはデザイナーであるコシノジュンコと業務契約を結び、商品開発の指導を受け作成した商品がパリコレクション・東京コレクションに発表され、翌年にはジュンコ・コシノ見附コレクションも開催された。ただ、海外からの輸入品との競争激化により近年は縮小傾向にある。一方、市の西部に位置する新潟県中部産業団地（見附テクノ・ガーデンシティ）をはじめとする工業団地への誘致に力を入れた結果、プラスチック製品・金属製品・一般機械器具等の生産は増加傾向にあり、製品出荷額は増えている。
2006年12月31日における市内の従業者4人以上の製造業の状況は、事業所数169、従業者数4,802人、製造品出荷額等804億2,218万円であった。2005年と比較すると、事業所数は9(5.1%)減少したが、従業者は101人(2.1%)の増加、そして、製造品出荷額等は12億9,485万円(1.6%)の増加となり、製造品出荷額は2002年を底に4年連続で増加している。これは、一般機械器具やプラスチック製品、金属製品が大きく出荷額を伸ばしているためである。また、製造品出荷額の業種と比率は以下のとおりである。
1. プラスチック製品172億円(21.4%)
2. 一般機械器具138億円(17.1%)
3. 金属製品128億円(15.9%)
4. 衣服・その他の繊維製品88億円(10.9%)
5. 繊維工業製品84億円(10.4%)

2008年以降の推移は下表のとおり。事業所数は、緩やかに減少して推移している。従業者数も増減を繰り返しながらも漸減している。一方、製造出荷額等については増加傾向にある。業種別に見ると2010年まではプラスチック製品が出荷額の1位であったが、生産用機械製品や金属製品の出荷額が伸びたことで順位が逆転した。特に生産用機械製品については2013年以降（2017年現在）1位を維持している。金属製品については4位以下の年もあるなど出荷額の変動が大きいことが見受けられる。
| 年     | 事業所数 | 従業者数 （人） | 製造出荷額等 （万円） | 出荷額等1位             | 〃 2位                  | 〃 3位                  |
| ------ | -------- | --------------- | --------------------- | ----------------------- | ----------------------- | ----------------------- |
| 2008年 | 169      | 4,743           | 872億2,279            | プラスチック:206億0,407 | 繊維工業品:153億2,231   | 生産用機械:110億0,533   |
| 2009年 | 146      | 4,565           | 796億8,169            | プラスチック:175億6,318 | 金属製品:168億2,869     | 食料品:100億2,439       |
| 2010年 | 139      | 4,460           | 800億6,691            | プラスチック:176億0,031 | 生産用機械:153億1,383   | 金属製品:152億6,799     |
| 2011年 | 131      | 4,424           | 1,036億6,924          | 生産用機械:354億1,426   | プラスチック:181億4,465 | 金属製品:167億4,044     |
| 2012年 | 127      | 4,482           | 932億9,013            | 金属製品:249億8,740     | 生産用機械:212億9,043   | プラスチック:184億8,335 |
| 2013年 | 125      | 4,478           | 908億7,634            | 生産用機械:207億4,098   | プラスチック:179億9,191 | 繊維工業品:106億6,931   |
| 2014年 | 128      | 4,563           | 962億4,187            | 生産用機械:200億3,010   | プラスチック:187億3,258 | 食料品:113億8,816       |
| 2015年 | 133      | 4,547           | 1,016億1,880          | 生産用機械:291億8,092   | プラスチック:186億4,634 | 食料品:141億1,202       |
| 2016年 | 117      | 4,491           | 1,067億3,645          | 生産用機械:214億6,546   | プラスチック:192億7,400 | 金属製品:162億4,698     |
| 2017年 | 118      | 4,478           | 1,119億3,071          | 生産用機械:271億4,545   | 金属製品:259億5,859     | プラスチック:184億6,358 |

- 見附ニットまつり

1993年から秋にニットまつりが開催され、1998年からは毎年4月第3土・日曜日と11月第2土・日曜日の年2回開催されるようになり、約4万着が出品されている。 共同会場であるネーブルみつけのほか、市内の各ニットメーカーを会場に幅広い品揃えの高品質な製品が販売され、市価の半値以下の商品もある。 日頃は生産地であり、主目的には販売は行っておらず、この時に買わなければ手に入れることができないものもあり、市内外から多くの人々が来場し（JR見附駅と会場を結ぶ無料のシャトルバスも運行される）、見附市の一大イベントとなっている。
ニットまつりの他にもファクトリーアウトレットショッピングというニットメーカー工場の隣接地に共同販売スペースがあり、市内の各ニットメーカーが生産した製品を購入することができる。また、ガイド付きの製造工場の見学が可能となっており、観光バスツアーが組まれることもある。

### 第三次産業

#### 小売業

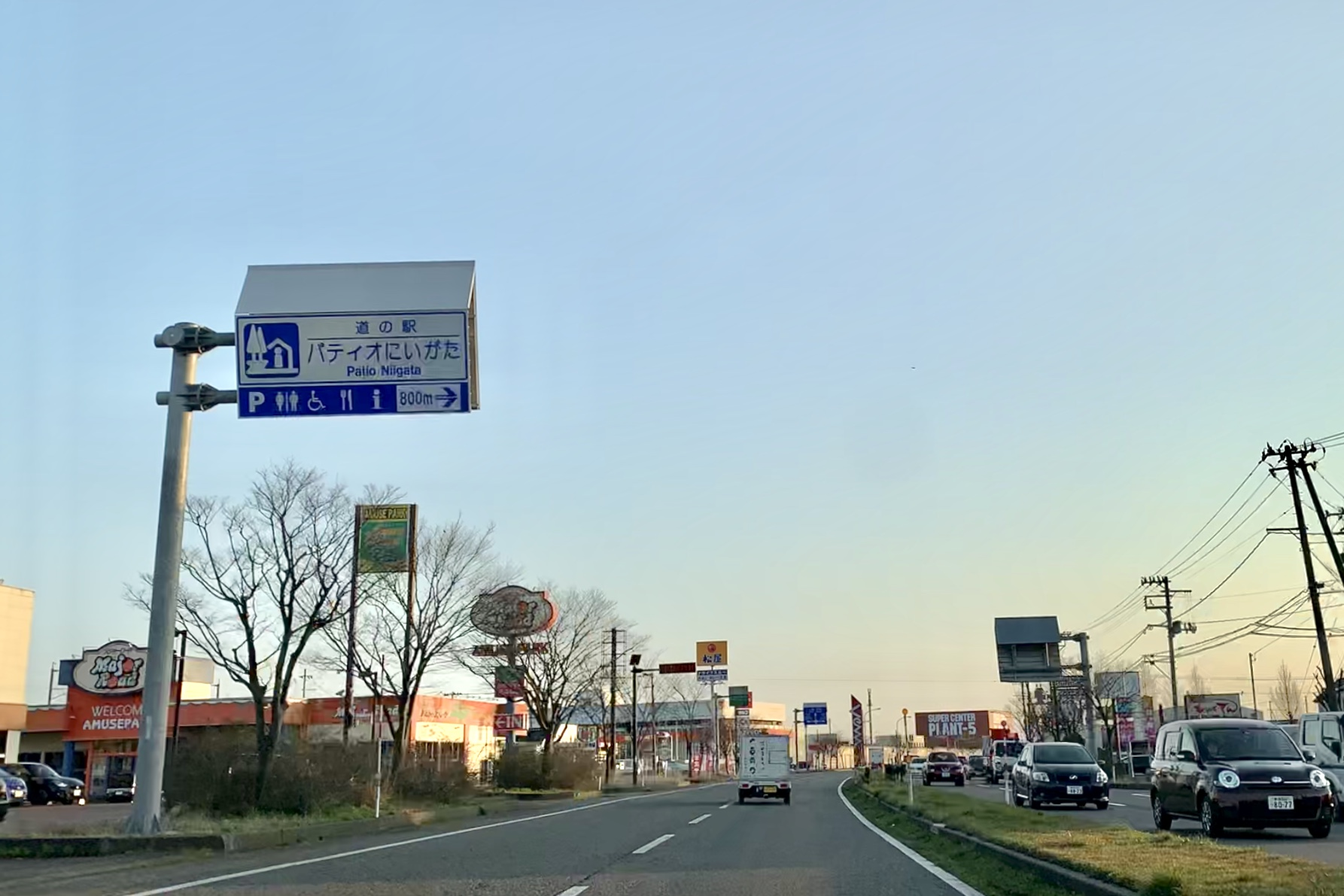
国道8号見附バイパス沿いの郊外型店舗

小売チェーンが市内に進出しており、市内各地に県内を中心に展開するスーパーマーケットがあり、葛巻地区にはショッピングセンターもある。ただ、市内にGMSや百貨店はなく、買い物をする場合長岡市や三条市、新潟市まで行くことが多い。
見附地区には新町・本町商店街がある。シャッター通りではないものの、以前に比べると集客力は落ちている。市の特産品や日用品などを販売する小売店があるほか、医院や銀行なども点在している。
今町地区は、国道8号沿いにロードサイド型店舗が並んでいる。主に娯楽施設やスーパーマーケット、ホームセンター、スーパーセンター、飲食店などがあり見附地区に比べ都市化が進んでいる。そのほか今町商店街もある。
2010年12月に有識者や商店街関係者などによる「まちなか賑わい検討委員会」より提言を受け、市は「まちなか賑わい」を重点施策に位置づけ、集客の核となる施設の整備や賑わいにつながるイベントの開催など中心街の賑わいづくりに取り組んでいる。 また、2015年9月より主に小売業を対象に市内の商店街の空き店舗に出店する場合や空き地を活用する場合、家賃の一部や内装改装費の一部について補助金を出すなど政策の拡充を図っている。

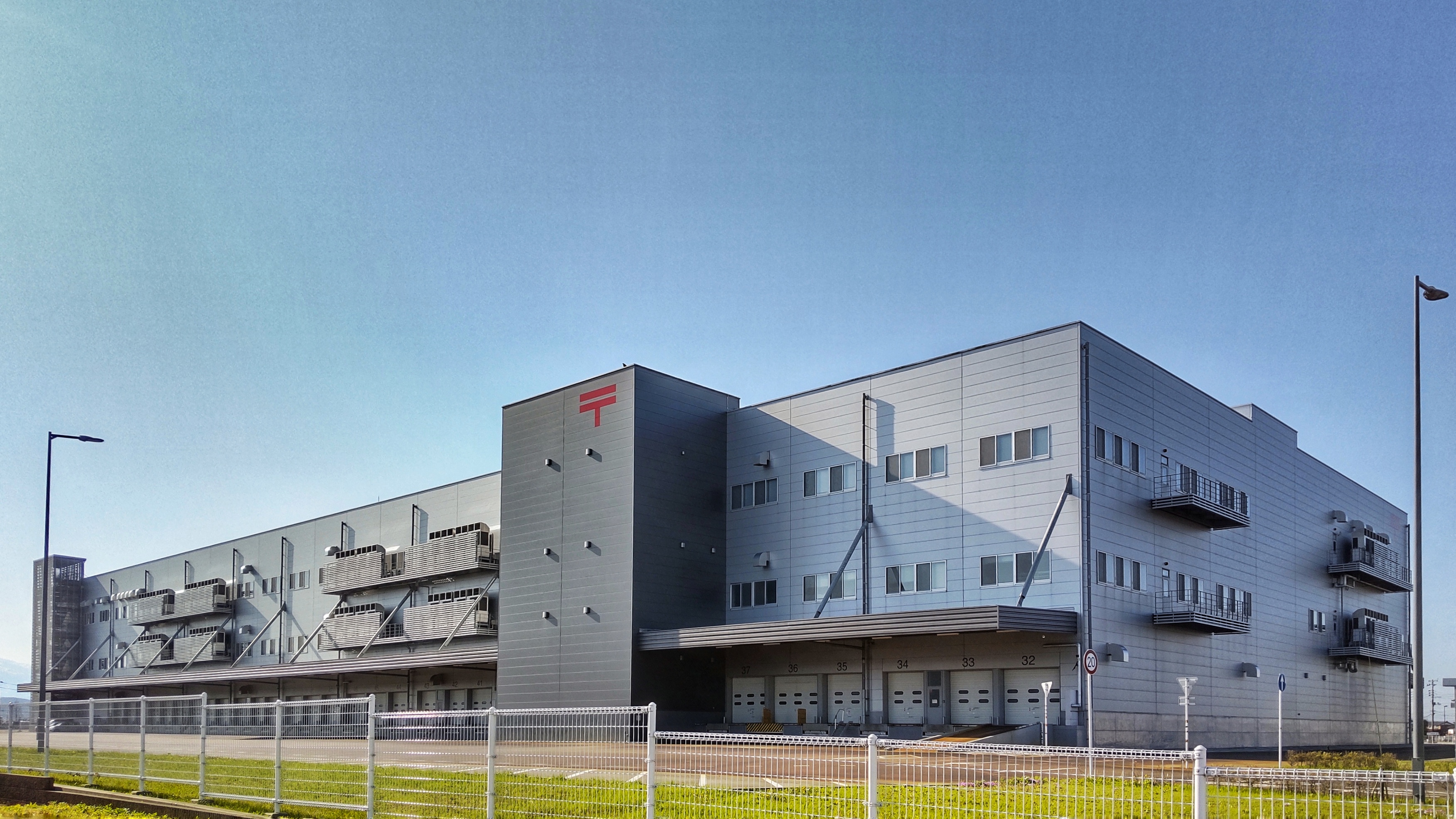
新潟郵便局

#### 通信業・陸運業
日本郵便は「郵便・物流ネットワーク再編」の取り組みの一環として、営業倉庫を併設した大型地域区分郵便局の設置を進めている。 新潟エリアでは、中部産業団地内に敷地面積約5万m2の物流拠点が新設され、2017年5月4日に開局した（詳細は新潟郵便局参照)。

### 市内の主な企業

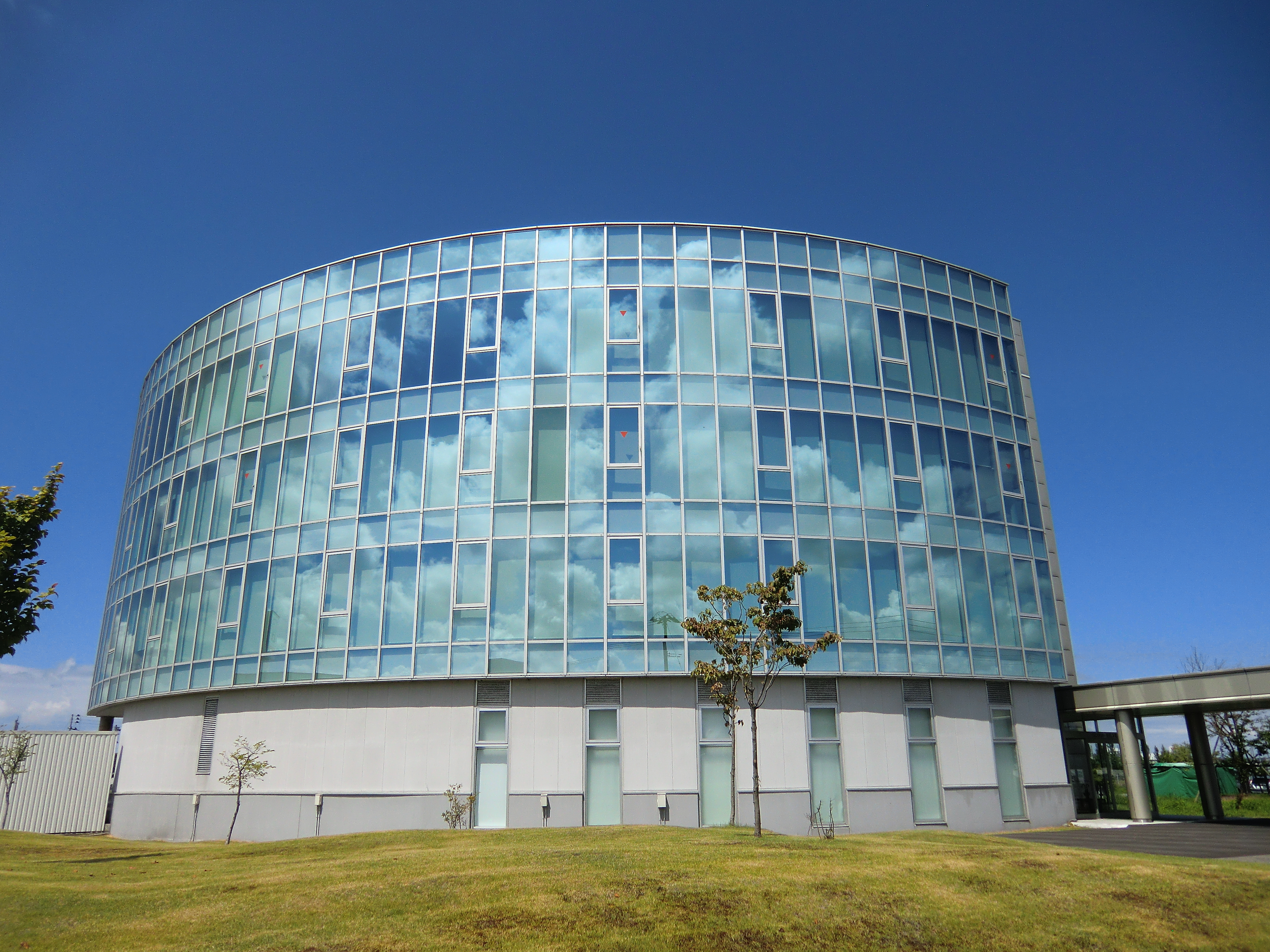
中部産業団地内にあるサンアロー新潟工場

- 株式会社アルゴ－新潟県内に広く進出しているレンタルビデオ店「ビデオワン」を運営する会社。
- ユニオンツール
- 諸長商店
- 富源商事（新潟支店）
- ワイ・イー・データ（メカソル事業所）
- ユー・エス・エス
- サンアロー
- PALTAC（新潟支店・RDC新潟）
- キヤノントッキ
- マルイ
- 三雄工芸
- セキノ興産
- BIGRENTAL
- I・ひよこ
- えびすや
- 大虎運輸
- 三共運輸
- 東日本液体物流
- 大信物流輸送
- 飛鳥運輸
- 大崎自動車
- 飛鳥フーズ
- アクティオ
- 商船三井ロジスティクス
- ジャパンソルト
- コイデエンジニアリング
- 立川養鶏
- 諏訪乳業（ミルクヨーカン）
- サンプラスト三笠
- 里味（和食チェーンレストラン）

### 市内の飲食店
見附市観光物産協会では「食い倒れの街見附市」として、Twitterで市内飲食店関連のツイートをリツイートし盛り上げ活動を行っている。
- 東華飯店
- 紅竜飯店
- ラーメン中澤
- らーめん天山
- コーヒーイン青い鳥
- ゆかり
- とんかつ　たまき
- ひな鳥　金子
- 谷信菓子店
- ひゃくてん
- 山口屋
- 味のふじさわ
- 洋食レストラン Chez NoA
- 食い処 二代目しぶ家
- 聴風庵
- レストハウス 旅路
- カフェテリア志賀
- 大衆焼肉　きらく
- 和風レストラン　たから
- ゆめどり亭
- 食事処　せと

### 市内の居酒屋
- スナック樹
- ASTRAL
- ゆるり家
- 京
- 来富
- ＪＡＰＡＮＥＳＥ ＤＩＮＩＮＧ 川竹
- all
- 寛
- 魚屋鳥助
- 居酒屋　みのわ
- 笑楽亭
- 八芳
- 燿
- ビアバーさとう

## 姉妹都市・提携都市
- マイリンケ市(en)（ブラジル連邦共和国 サンパウロ州）
1973年9月に姉妹都市として提携した。市役所ホームページ によると、見附市の企業がマイリンケ市の企業誘致に応じたことを縁に姉妹都市提携に至ったという。2013年には姉妹都市提携40周年を記念して10月24日～11月2日に、見附市から市長・議長・防災担当職員・一般市民などの訪問団がブラジル・マイリンケ市を訪問し、姉妹都市提携40周年記念式典が行われ、会場にはマイリンケ市民など500人が集まった。また、市の防災担当職員が過去の災害経験を活かした災害対策を紹介する講演が行われた[G 31]。

## 地域

### 町名
- 市内の町名は嶺崎、本所、細越、葛巻を除いて全て名称に「町」を冠し（町の読みは町名によって異なる）、「大字」を冠する町名は存在しない。
- 名称に「町」を冠さない4町と本町、南本町、新町、学校町、昭和町、今町には丁目が設定されている。
- 一部の町丁は更に細かい「区」に分けられており、市の人口統計ではこの区ごとに人口が集計されている[G 32][注 1]。多くは1区2区のように番号で表されるが、新潟町、田井町の区は固有の名称で呼ばれる。

### 市内の地域区分
見附市内を地区に分ける場合、以下のように小学校の学区を単位として区分することが多い。これは昭和の大合併以前の各町村の範囲を基礎としている。
- 見附地区 - 見附小学校・見附第二小学校の学区。旧見附町の大半。
  - 旧庄川村を庄川地区として別に扱うこともある。
- 今町地区 - 今町小学校の学区。旧今町（芝野は旧新潟村）。
- 新潟地区 - 新潟小学校の学区。旧新潟村の大半。
- 上北谷地区 - 上北谷小学校の学区。旧上北谷村。
- 北谷地区 - 名木野小学校・田井小学校の学区。旧北谷村（嶺崎は旧見附町、下新町は旧新組村）。
  - 各学区を名木野地区、田井地区（または北谷北部、南部）として別々に扱うこともある。
  - 刈谷田川以北の嶺崎、南本町は見附地区に含めることもある。
- 葛巻地区 - 葛巻小学校の学区。旧葛巻村（漆山は旧新組村）。

また、市は2006年度より地域自治の運営支援を目的に「地域コミュニティ事業」を行っており、2018年度までに11の地域コミュニティが発足している。

### ライフライン
市内の上下水道は見附市上下水道局、都市ガスの供給は北陸ガスが行っている。

#### 上水道

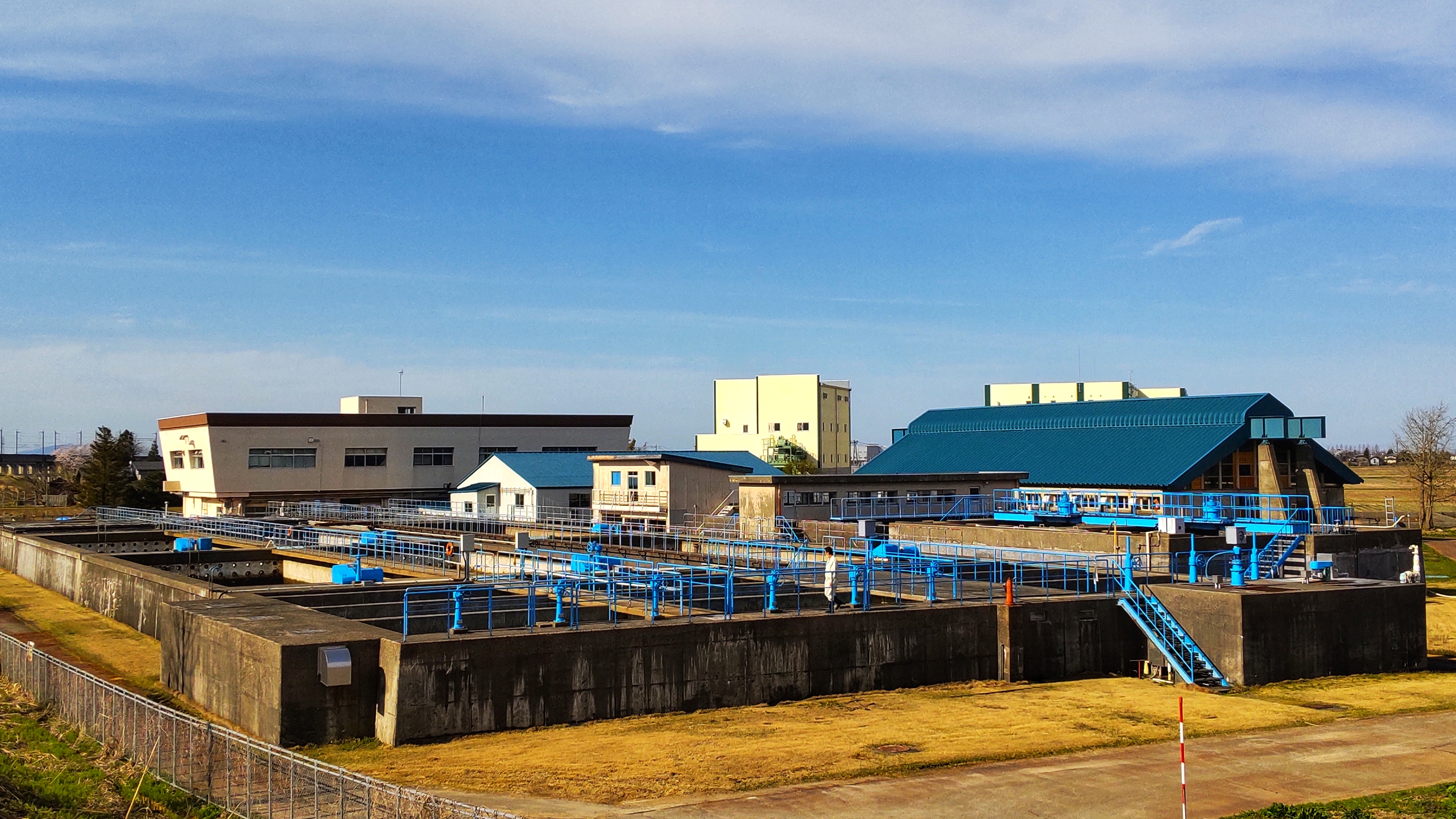
旧青木浄水場

上水道事業は、見附町時代の1938年（昭和13年）に始められ、当時の計画給水人口は15,000人。1971年（昭和46年）には編入後も見附地区と独立した事業であった今町の水道事業を、翌1972年（昭和47年）には隣接する中之島村（現・長岡市）の水道事業を統合した。また、市内4か所に存在した簡易水道事業も1993年（平成5年）の小栗山簡易水道を最後にすべてガス上下水道局に統合された。 以後、見附市および中之島地区一円を事業地域とし、計画給水人口62,100人、最大給水量47,000m3/日で水道事業を行っている。
2006年度末の時点で、見附市ガス上下水道局が事業を行う見附市および中之島地区の水道普及率は99.9%ときわめて高く、その内、長岡市（旧栃尾市）からの水道供給を受ける6人を除く全世帯が見附市の水道を利用している。
- 青木浄水場更新事業

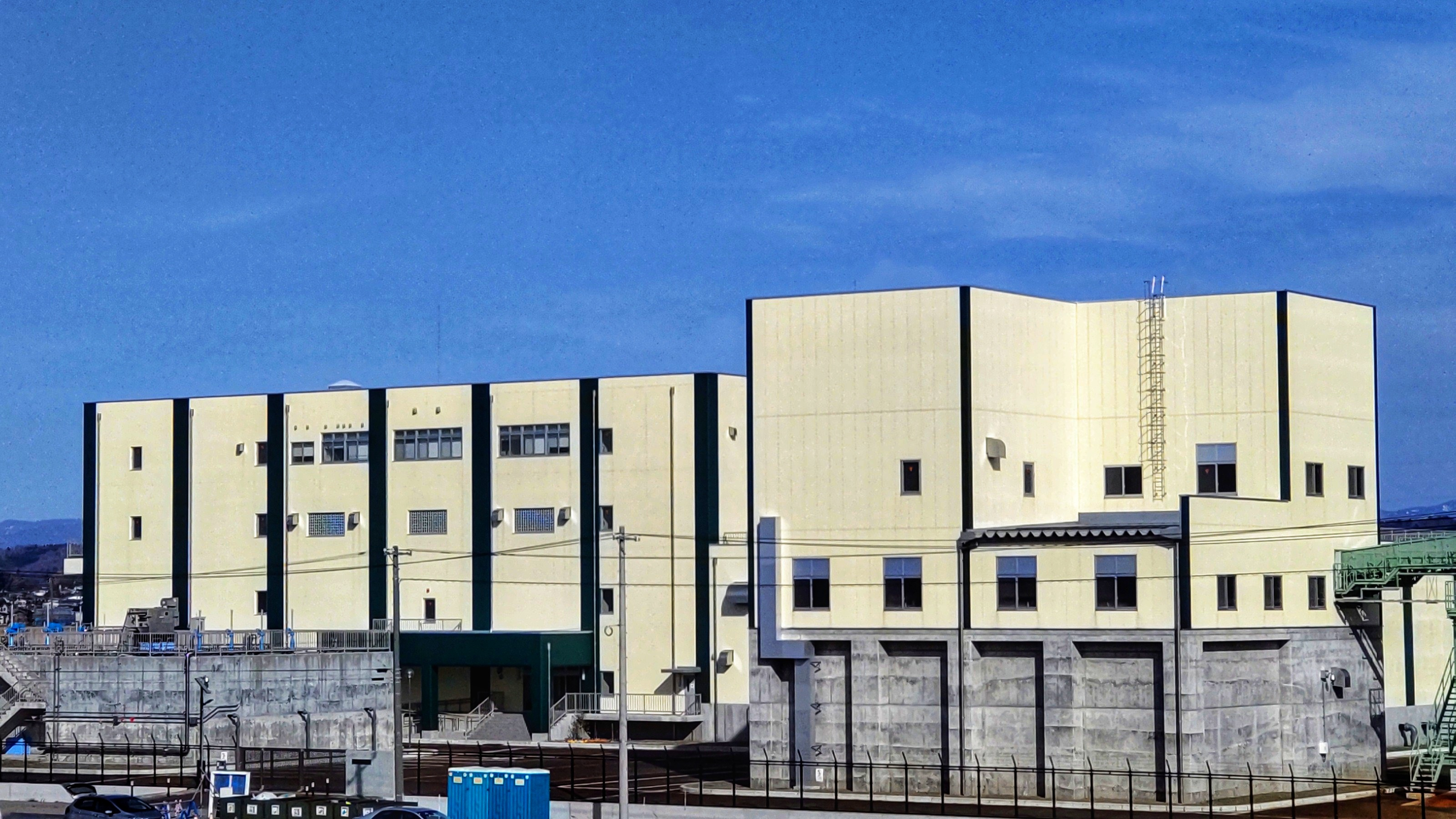
新青木浄水場

1969年供用開始の青木浄水場について、2006年に浄水場総合診断・改善計画を実施した結果、ほとんどの施設で早急に更新が必要と判断されたため、市は全面更新を決めた。 2016年2月に実施方針が公表され、事業者の選定は青木浄水場における施設の設計、建設、運転維持管理業務及び場外の水道施設の運転維持管理業務を一括して委託するDBO方式で行われることとなった。 同年4月には募集要項が公表され、3事業者から応募があった。最終的にはメタウォーターグループが選定され、同年9月に契約を締結し、同年11月に着工。既存施設を稼働させながら隣接地に新たな浄水場を建設し、2021年3月に完成した。

【主な契約内容】
・代表企業：メタウォーター㈱
・構成企業：メタウォーターサービス㈱、鹿島建設㈱、㈱中央設計技術研究所、緑水工業㈱、㈱ジェスクホリウチ
・設計・建設期間：2016年9月～2021年3月
・運転維持管理期間：2021年4月～2041年3月
・事業費総額：120億5,928万円（うち、消費税：8億9,328万円）
（内訳）
・設計・建設請負金額：77億40万円（うち、消費税：5億7,040万円）
・運転維持管理業務委託契約金額：43億5,888万円（うち、消費税：3億2,288万円）
新浄水場は、『膜ろ過方式』（耐久度が高いセラミック製の特殊な膜を用いることで、水と小さな汚れを分離することが可能）と『微粉炭』（水の中の汚れやにおいを吸着する「粉末活性炭」を機械で細かくすることで通常の4倍の吸着力を発揮）を採用し、運転・維持管理業務は、同グループを代表とする特別目的会社「見附ウォーターフロント㈱」が担う。 市によると、県内でDBO方式による浄水場整備は初めてのケースであり、設計・建設をそれぞれ単独で契約し、運営を市が行うよりも約22億円の事業費削減となったとのことである。

#### 下水道
下水道事業は、公共下水道と農業集落排水施設がある。公共下水道は、1964年（昭和39年）に事業認可を得て、当時主流であった合流式下水道（見附処理区）の整備を進め、1969年（昭和44年）に葛巻終末処理場が供用開始された。その後、1978年（昭和53年）に事業変更認可を得て分流式下水道（見附第2処理区）の整備を進め、1986年（昭和61年）に今町終末処理場が供用開始された。2005年（平成17年）には市街化区域内の整備が概ね完了し、現在は市街化区域周辺の整備を進めている。

農業集落排水施設は、1992年度（平成4年度）から南部地区で事業に着手し、1996年度末（平成8年度）に供用開始した。1998年度（平成10年度）には上北谷地区での整備を進め、2004年度末（平成16年度）に地区内すべての供用を開始し、面整備は完了した。

2016年度（平成28年度）現在の公共下水道の管路延長は約242㎞（汚水管201㎞、雨水管11㎞、合流管30㎞）、農業集落排水施設の管路延長は41㎞（すべて汚水管）。 また、2019年度（令和元年度）現在の汚水処理人口普及率と水洗化率(下水道接続率)は、それぞれ97.3%と92.3%であり、ともに県内平均（88.3%と88.9%）を上回る。

#### ガス

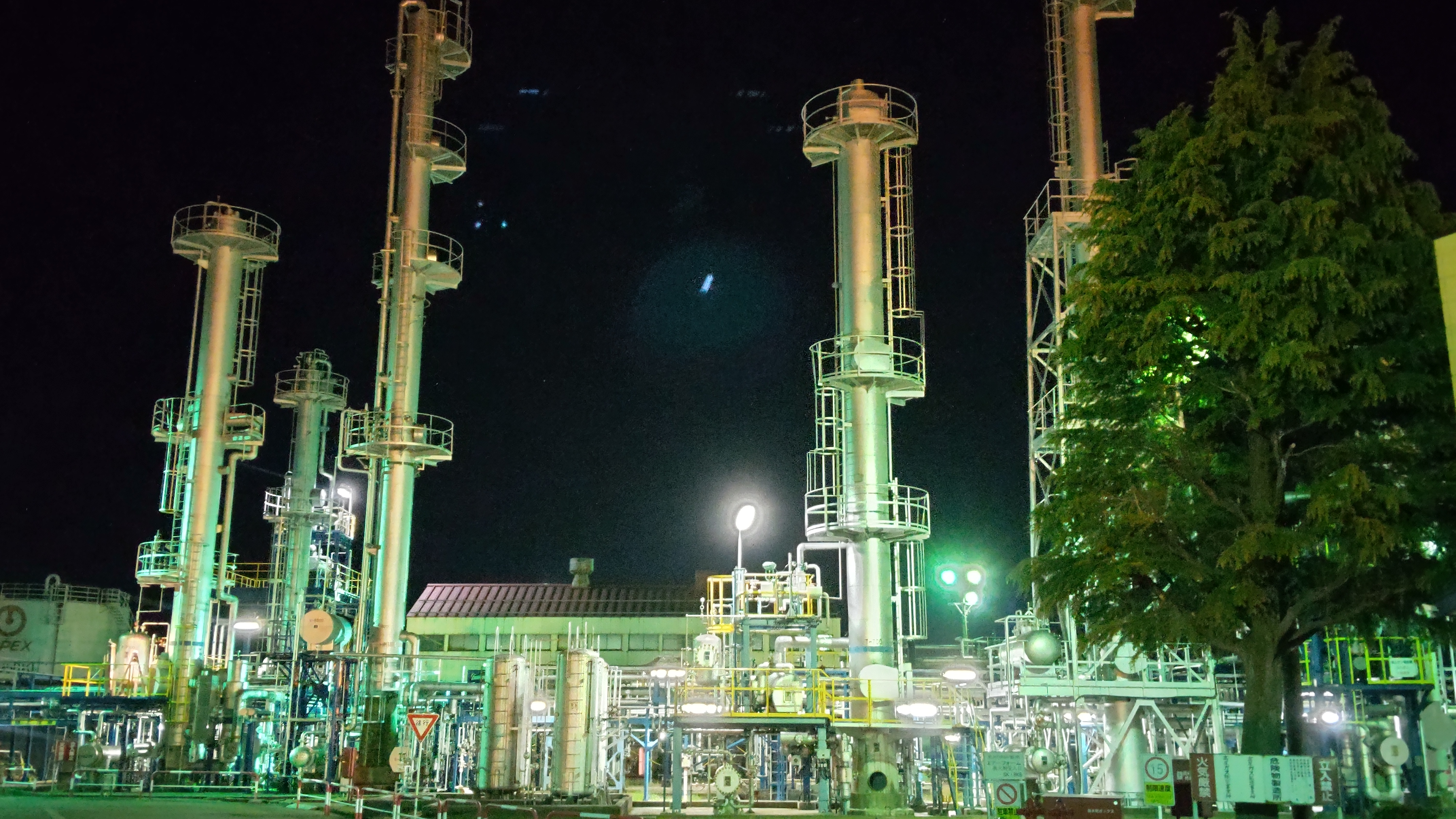
見附ガス化学工場(エスケイ産業)

1958年（昭和33年）に石油資源開発㈱が葛巻地区で石油井試掘を行ったところ、石油ガスが埋蔵されていることが確認されたため、同年12月25日に事業許可を得て見附ガス供給所の工事に着手し、1959年（昭和34年）10月26日に見附地区、同年12月10日に今町地区、1962年（昭和37年）12月に中之島村（当時）の一部への供給を開始した。その後、1977年（昭和52年）12月に中央ガス供給所・球形ホルダー(4,003m3)を建設し、1996年（平成8年）12月には同所に球形ホルダー(6,060m3)を増設している。 また、中央ガス供給所の近くに新潟県の重心点が位置していることから、球形ホルダーには「ここは新潟県のどまんなか」と書かれている（詳細後述）。2020年（令和2年）4月1日に市のガス事業を北陸ガスに譲渡したため、同年3月31日をもってガス事業会計は廃止された。
【2019年度の供給状況】
・年度末需要家数：12,153戸（前年度比：△6戸）
・年間販売量：15,781,218m3（一般用：8,442,679m3(△375,902m3)、5,608,930m3（△197,610m3））
市外局番
固定電話は全域が市外局番0258の長岡MAに属する。
電気
全域が東北電力ネットワークから供給を受けており、電源周波数は50Hzである。
郵便番号
郵便番号の上3桁は全域で954である（長岡市中之島地区と共通）。

### 健康
1人当たり年間医療費比較推移
市では高齢化が進行していることもあり、2002年より㈱つくばウエルネスリサーチと共同で市民とくに中高齢者を対象とした健康づくりに取り組んでいる。有酸素運動と筋力トレーニングを組み合わせたプログラムを開発し、寝たきり予防やメタボリックシンドローム対策の一環として健康運動教室を開くなど、見附市を日本一元気なまちにすることを掲げた「いきいき健康づくり事業」を推進し、生活習慣の改善を積極的に行っている。このことは、平成19年版高齢社会白書においても取り上げられている。このプログラムを導入した3年後には、健康運動教室参加者（平均年齢70.1歳）の医療費が年間一人当たり27.0万円となり、同年齢の平均より約10万円抑制されたという結果が出ている（右グラフ参照）。
健康運動教室の継続者数は、開始当初は順調に増加したが、徐々に伸び悩んでいたこともあり、2011年に健幸長寿社会を創造するスマートウエルネスシティ総合特区（以下、SWC総合特区）に参加することとなり、国と見附市の他5市（千葉県浦安市・栃木県大田原市・岡山県岡山市・大阪府高石市・福島県伊達市）とともに「健幸ポイントプロジェクト」に取り組んでいる。このプロジェクトは、「市が実施する健康づくりプログラム」に入会・参加・継続することでポイントが貯まっていくというインセンティブを与えることで、健康づくり無関心層を含めた多数の市民の行動変容を促す施策として期待されている。参加者は貯まったポイントを見附市地域商品券、地域への寄付に利用することができる。
2007年4月よりメタボリックシンドローム対策のためメタボレンジャーとして市民の男性5人をモニターに、内臓脂肪を解消するために食生活や運動などの生活習慣を改善させ、半年に亘り経過を報告し、5人全員が成果を上げることができた。

### 病院
1992年に見附市立成人病センター病院が開設され、その後、敷地内に介護老人福祉・保健施設や保健福祉センターを配置し、「医療の里」として地域における医療、保健、福祉のネットワーク化を図っている。また、各地に養護老人ホームや老人デイサービスセンターが配置されている。

### 生活
- ネーブルみつけ

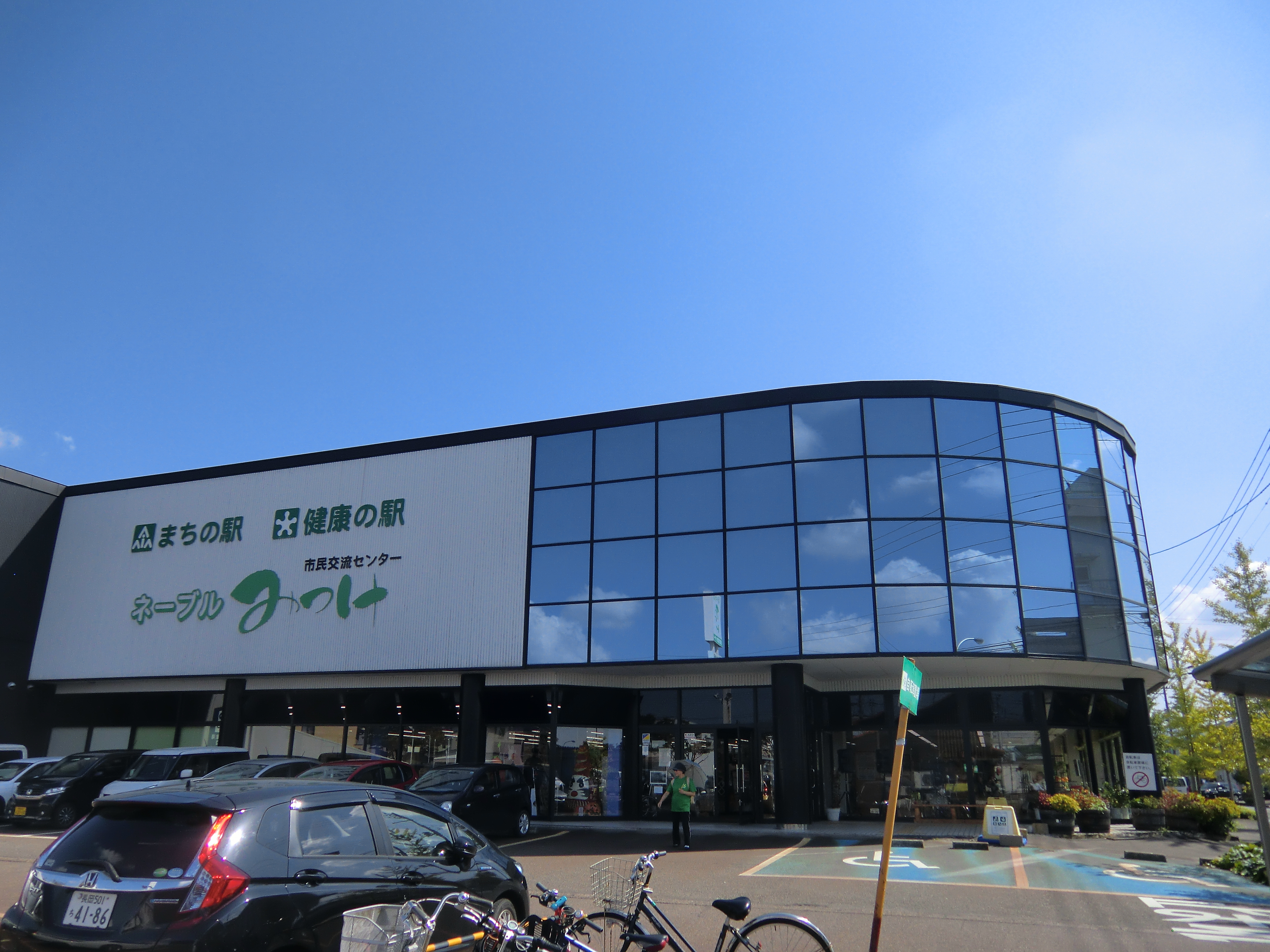
ネーブルみつけ

2004年、市民交流の場としてネーブルみつけができる。ネーブルとはへそを意味し、市が新潟県の重心に位置することから名づけられた。建物は撤退したスーパーを整備し直し、喫茶コーナーや健康づくりセンター、子育て支援センター、学習室、雇用情報コーナー、そして市内各店の特産品を販売するみらい市場などがある。また、建物内にまちの駅があり、産業コーナー、歴史・文化を紹介するコーナー、近隣市町村の観光コーナー、市のまちづくり課も置かれている。施設内ではさまざまなイベントが行われていることや22時近くまで利用できること、また、敷地内の施設を有料で借りることができるほか（事前予約が必要）、コミュニティバスの停留所も近く、市民の憩いの場となっている。そのほか、災害時において救援物資を一時的に預かったりボランティアの受付窓口が臨時開設されるなど市民活動の拠点としてさまざまな役割を果たしている。
毎年7月には観光物産協会主催の「越後見附へそまつり」が開催され、協会に加盟する企業が出店し、特産品の販売、御中元の予約受付け、創作弁当の販売（事前予約が必要）、B級グルメ「どんど焼き」の無料試食会や見附市のイメージキャラクターの登場など様々なイベントが開催されている。
- 子育て応援カード

市内に住所のある18歳未満（18歳を迎えた年度末まで対象）の子ども養育する保護者（1人目の子を妊娠している方も含む）を対象に、協賛企業の各店舗（一部市外の企業も対象）で商品の割引、景品・ポイントの贈呈などのサービスを受けられる「子育て応援カード」を交付しており、2021年4月現在で100以上の企業が協賛し、2020年4月現在で3,401枚のカードが配布されている。また、コミュニティバスや一部の保育園で行われている一時保育など市が行う事業の一部でも利用料が安くなり、一時保育については半額まで割り引かれる。一方で、協賛店舗は、事業者の名称やサービスの内容をホームページと冊子を使い、対象者に知らせられるので宣伝効果があり、市と協賛企業と市民にそれぞれメリットがある。カードの申請は、平日は市役所4階にある教育委員会こども課や保健福祉センター、各地の子育て支援センター、今町出張所で行うことが出来る。土・日・祝日はネーブルみつけ内の子育て支援センターで申請をすることが可能である。また、郵便での申請も受け付けている。

### 教育
- 高等学校
  - 新潟県立見附高等学校
  - 創進高等学校
- 中学校
  - 見附市立見附中学校
  - 見附市立南中学校
  - 見附市立西中学校
  - 見附市立今町中学校
- 小学校
  - 見附小学校
  - 見附第二小学校
  - 名木野小学校
  - 田井小学校
  - 葛巻小学校
  - 新潟小学校
  - 上北谷小学校
  - 今町小学校
- 特別支援学校
  - 見附特別支援学校

## 交通

### 鉄道路線

#### 新幹線
市域は上越新幹線の沿線だが、市内に駅はなく、最寄りは長岡駅となる。

#### 在来線
市域は東日本旅客鉄道（JR東日本）信越本線の沿線である。
 東日本旅客鉄道（JR東日本）
■ 信越本線
- 見附駅

#### 過去
栃尾鉄道（現越後交通）
栃尾線
- 上北谷駅 - 太田駅 - 本明駅 - 明晶駅 - 上見附駅 - 名木野駅 - 耳取駅 - 椿沢駅

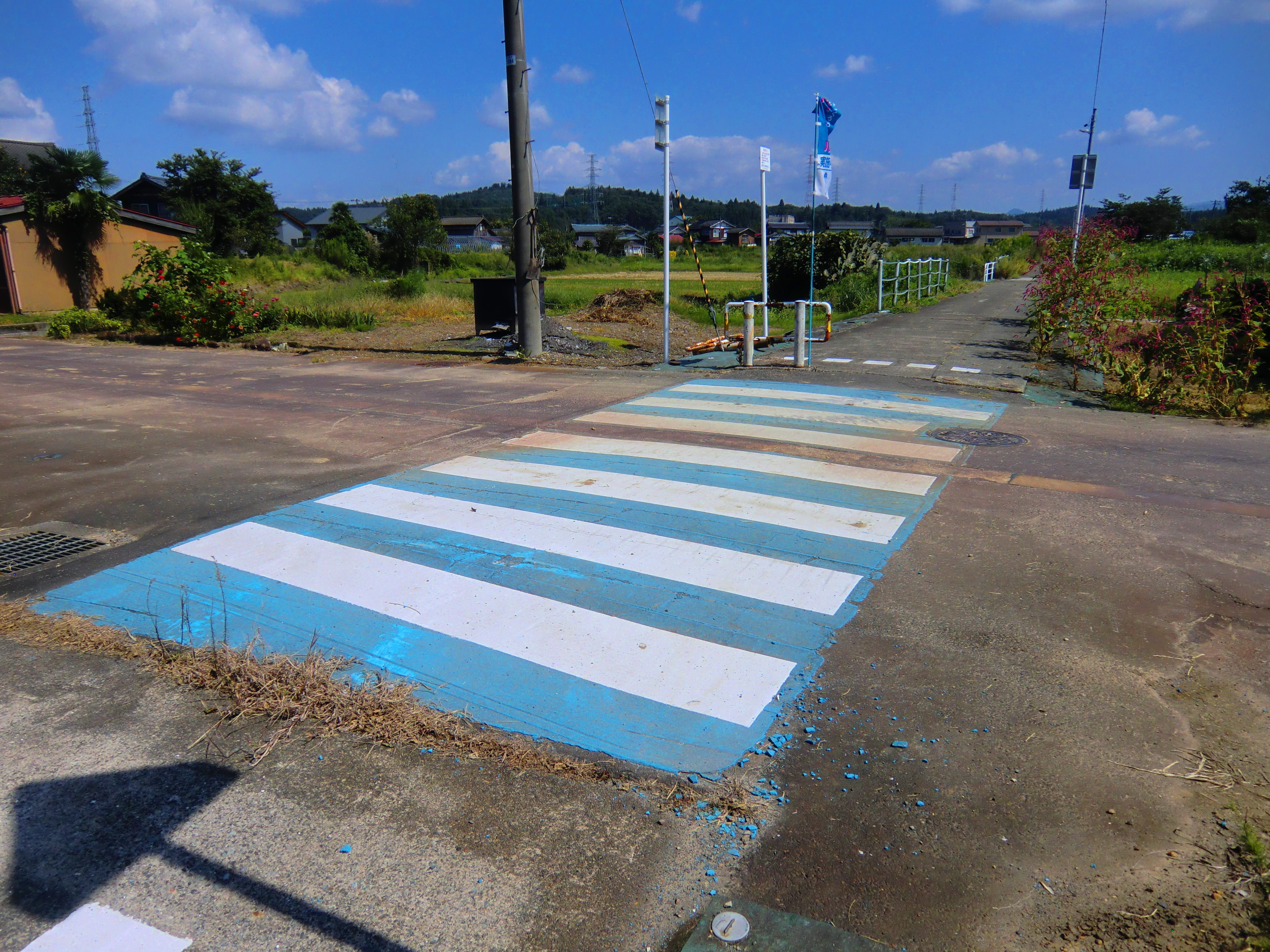
サイクリングロード

1915年（大正4年）より越後交通が運営する越後交通栃尾線が見附市街地を経由していたが、1973年に上見附駅-栃尾駅間が廃線となり、1975年には全線が廃線となった。廃線後は越後交通の路線バスのルートとなり、また、跡地の一部はコンクリートなどで舗装したサイクリングロードが整備されている。一般道と交差するところでは、車に注意を促すように青く塗装した上に横断歩道が敷かれている（右写真参照）。
見附市立南中学校の上北谷地域の児童の自転車通学に利用されているが、除雪が行われないため、積雪時には利用できない。

### 路線バス

見附側および周辺のバス路線図。今町側は 別図 掲載。

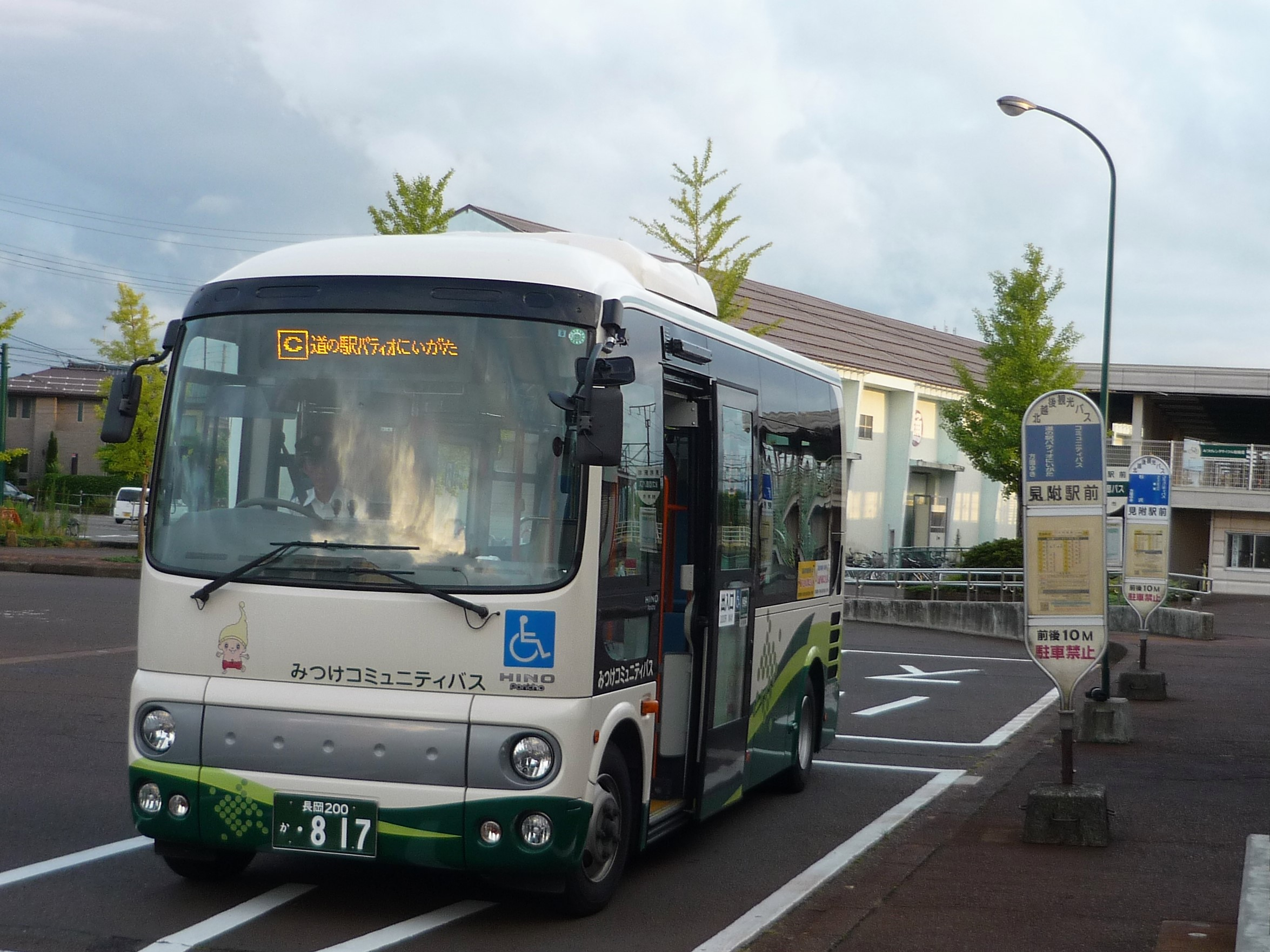
見附市コミュニティバス

2021年4月現在では見附・今町両中心街と見附駅を結ぶコミュニティバス、長岡市や三条市と市内を結ぶ越後交通の路線バス、市内の公園を巡る緑の回廊バスが運行されている。また、市内各地区にデマンド型乗合タクシーも設定されている。

#### コミュニティバス
見附地区と今町地区を繋ぐことで市街地活性化や市民生活の利便性向上、排気ガスによる大気汚染の軽減を目的にコミュニティバスの導入を検討し、2003年と2004年に二度の実証実験を経て、2004年10月1日より本格的に運行を開始させた。越後交通（旧：北越後観光バス）が、市からの委託により運営している。上見附車庫前 - 道の駅パティオにいがたを運賃100円（小学生：50円、小学生未満：無料、子育て応援カードや運転免許返納証明書を利用すると安く利用できる） で運行されている。一日乗り放題パスが大人200円、小学生100円で販売されている。
2013年からバス位置情報サービスシステム「ドコデスカー（docoですcar）」によってバスの現在地をパソコンや携帯電話から調べることができる「見附市コミュニティバスナビゲーション」が運用されている。
開業3年目の2006年度の乗車人員は約4.9万人であったが、2012年度には10万人を突破し、2018年度では18.2万人と増加傾向にある。1日あたりの運行便数についも、2006年度は16便であったが、2018年度には61便となり、利便性の向上が図られている。
コミュニティバス乗車人員
| 年度     | 1日あたり 運行便数 | 1便あたり 乗車人員（人） |
| -------- | ------------------ | ------------------------ |
| 2006年度 | 12                 | 11.2                     |
| 2007年度 | 12                 | 13.1                     |
| 2008年度 | 14                 | 12.7                     |
| 2009年度 | 16                 | 11.6                     |
| 2010年度 | 16                 | 13.2                     |
| 2011年度 | 16                 | 14.6                     |
| 2012年度 | 22                 | 12.6                     |
| 2013年度 | 28                 | 11.7                     |
| 2014年度 | 31                 | 9.9                      |
| 2015年度 | 42                 | 7.7                      |
| 2016年度 | 51                 | 8.0                      |
| 2017年度 | 61                 | 7.3                      |
| 2018年度 | 61                 | 8.2                      |

#### 越後交通
2018年4月現在、当市域を通る便は以下の通りである（●印は各中心市街地を経由することを表す）。
| 路線名                               | 系統                     | 見附中心部 | 今町中心部 | 備考                                               |
| ------------------------------------ | ------------------------ | ---------- | ---------- | -------------------------------------------------- |
| ＜急行＞栃尾 - 見附 - 長岡駅大手口線 |                          | ●          | -          |                                                    |
| 栃尾 - 見附 - 浦瀬 - 長岡駅東口線    | 栃尾発着便（桑探峠経由） | -          | -          | 浦瀬・長岡間は新町経由、中央病院経由または干場経由 |
| 栃尾 - 見附 - 浦瀬 - 長岡駅東口線    | 上見附発着便             | ●          | -          | 浦瀬・長岡間は新町経由、中央病院経由または干場経由 |
| ＜快速＞栃尾 - 長岡駅東口線          | 桑探峠経由               | -          | -          | ※新榎トンネル経由便は当市域を通らない              |
| 東三条駅 - 今町 - 長岡駅前線         |                          | -          | ●          |                                                    |
| 上見附車庫 - 下塩線                  |                          | ●          | -          |                                                    |

#### 緑の回廊バス
4月から10月まで土・日曜日（ほかに臨時運行もある）に、市が所有するマイクロバスにて市街地周辺の公園を巡る緑の回廊バスが無料で運行されている。ルートは以下の通り。
　・大平森林公園 - 市民の森 - 新田公園 - 観音山（水道山）公園 - チャプチャプランド（図書館） - 見附駅 - ナチュラルガーデンせんりゅう - みつけイングリッシュガーデン

#### 過去
- みつけエクスプレス

2007年6月より、国土交通省のパークアンドライド実証運行の補助金を受け、みつけエクスプレスの運行が開始された。下りの上越新幹線が長岡駅に到着したのち、10分後に長岡駅を出発し見附市まで最短20分で営業運行されている。また、上りの上越新幹線の長岡駅到着にも合わせて約30分前に長岡駅に到着するように営業運行されている。このように、首都圏 - 見附間の移動時間がより短縮され、また、利便性も高くなっている。運賃は、距離に関係なく片道1回につき500円であり、回数券も販売されており、この回数券は長岡駅東口の越後交通案内所でも買うことができる。2007年11月からは、運行時間を拡大したほか、停留所を追加したため、新潟県中部産業団地と市役所、ふぁみりあ前、中央公民館前、上見附車庫前の5か所で乗降する事ができるようになった。これらの停留所（上見附車庫前を除く）では、パークアンドライドの実証運行としてそれぞれ駐車場が整備されていたが、利用者数の低迷が続き、アンケートの結果2010年3月31日をもって休止となった。
- 越後柏崎観光バス

上見附 - 刈谷田橋線（2009年3月31日限りで廃止）

### レンタサイクル
4月から11月までの間、24時間利用可能のレンタサイクル「PiPPAシェアサイクル」が実施されている。スマートフォンの専用アプリを使って借りることが可能。料金は24時間100円(税込)で、7日間500円や30日間1,500円のプランもある。また、会員登録することで月額単位での利用も出来る。借りた場所と異なる場所への返却も可能で、2021年現在市内8箇所に貸出場所がある。PiPPAシェアサイクルの導入に伴い、これまでの「みつけレンタサイクル」は廃止された。。

### 道路

#### 高速道路
市域に北陸自動車道が通っているが、インターチェンジはない。最寄りは長岡市（旧中之島町）の中之島見附インターチェンジとなる。

#### 一般国道
- 国道8号

#### 主要地方道
- 新潟県道8号長岡見附三条線
- 新潟県道19号見附栃尾線
- 新潟県道20号見附中之島線

#### 一般県道
- 新潟県道108号見附停車場線
- 新潟県道126号長岡見附線
- 新潟県道138号栃尾田井線
- 新潟県道165号見附分水線
- 新潟県道210号遅場見附線
- 新潟県道213号下田見附線
- 新潟県道242号七軒町見附線
- 新潟県道442号杉沢上樫出線
- 新潟県道498号長岡中之島見附線

#### 道の駅
- 道の駅パティオにいがた

## 名所・旧跡・観光スポット・祭事・催事
祭事で有名なものとしては、今町・中之島大凧合戦と見附まつりがある。

### 今町・中之島大凧合戦
今町・中之島大凧合戦は毎年6月の第一土曜日より3日間開催。刈谷田川の東岸の今町側と西岸の中之島側に分かれ、凧を揚げて綱を絡め、綱が切れた方の組が負けとなるもので、100枚もの美濃紙を張り合わせた長さ4mを超える六角凧200枚が、勢い猛に吹く風により、空高くまで掲げられ、大空を華麗に舞うありさまは多くの見物客を驚嘆させる。

### 見附まつり
見附まつりは毎年7月後半に開催され、市民の夏の風物詩となっている。商店街を通行止めにし、見附民謡や見附音頭の大民謡流し、越後見附太鼓の演奏、樽ばやし、山車、花火大会などが催される。なお、樽ばやしは、県内の祭りで唯一行われている催しであるため、見附まつりの名物となっている。また、多くの露店が道に並び、例年たくさんの人々で賑わっている。
花火大会のメーン打揚業者は嘉瀬煙火工業、安藤煙火店、新潟煙火工業（株）であり、2007年の花火大会では、2005年より長岡大花火大会において打ち上げられている7.13水害・新潟県中越地震・豪雪の3つの自然災害からの復興を願う復興祈願花火「フェニックス」が、ゆずの「栄光の架橋」に合わせて3分間以上に亘って打ち上げられ、多くの人々を魅了させた。また、「見附夏コレクション」と題した全国有名花火師によるデザイン花火も打ち上げられた。主な花火師は、秋田県で行われる「第80回全国花火競技大会（平成18年）」で、内閣総理大臣賞（最高賞）を受賞した紅屋青木煙火店（長野県）、準優勝の北日本花火興業（秋田県）、菊屋小幡花火店（群馬県）、太陽堂田村煙火店（長野県）、伊那火工堀内煙火店（長野県）などであり、優秀な成績を収めた花火師10人がデザインしたため、見附市でしか見られないものとなった。
見附夏コレクション　2008・2009
| 製造業者                             | 2008 玉名                  | 2009 玉名                    |
| ------------------------------------ | -------------------------- | ---------------------------- |
| 出雲崎煙火工業（新潟県出雲崎町）     | 昇り曲導付花風車           | 昇り曲導付花風車             |
| 山﨑煙火製造所（茨城県つくば市）     | 椰子八重芯引冠先銀点滅     | 夢の観覧車                   |
| 篠原煙火店（長野県須坂市）           | 夏はやっぱりひまわりの花   | 花時計                       |
| 菊屋小幡花火店（群馬県榛名町）       | 昇り曲付八重芯変化菊       | 昇曲導付八重芯変化菊         |
| 太陽堂田村煙火店（長野県茅野市）     | 昇り雄花ヤシ葉芯銀千輪菊   | 昇り雄花付き花に群蝶         |
| 山内煙火店（山梨県笛吹市）           | 昇り曲導付八重千華芯千華菊 | 冬の華                       |
| 管野煙火店（福島県川俣町）           | 昇り曲付銀芯彩色千輪菊     | 昇り曲付紅椰子黄金点滅千輪菊 |
| 伊那火工堀内煙火店（長野県上伊那郡） | 八重芯虹色瞬きの牡丹       | 朱鷺よ 見附の大空へ          |
| 北日本花火興業（秋田県大仙市）       | 昇り曲導付芯入土星千輪     | 昇り分砲付芯入土星千輪       |
| 紅屋青木煙火店（長野県長野市）       | 昇り曲付八重芯変化菊       | 昇り曲付万華鏡芯菊先点滅     |

### 新潟県の重心点

新潟県の重心点とガスタンク

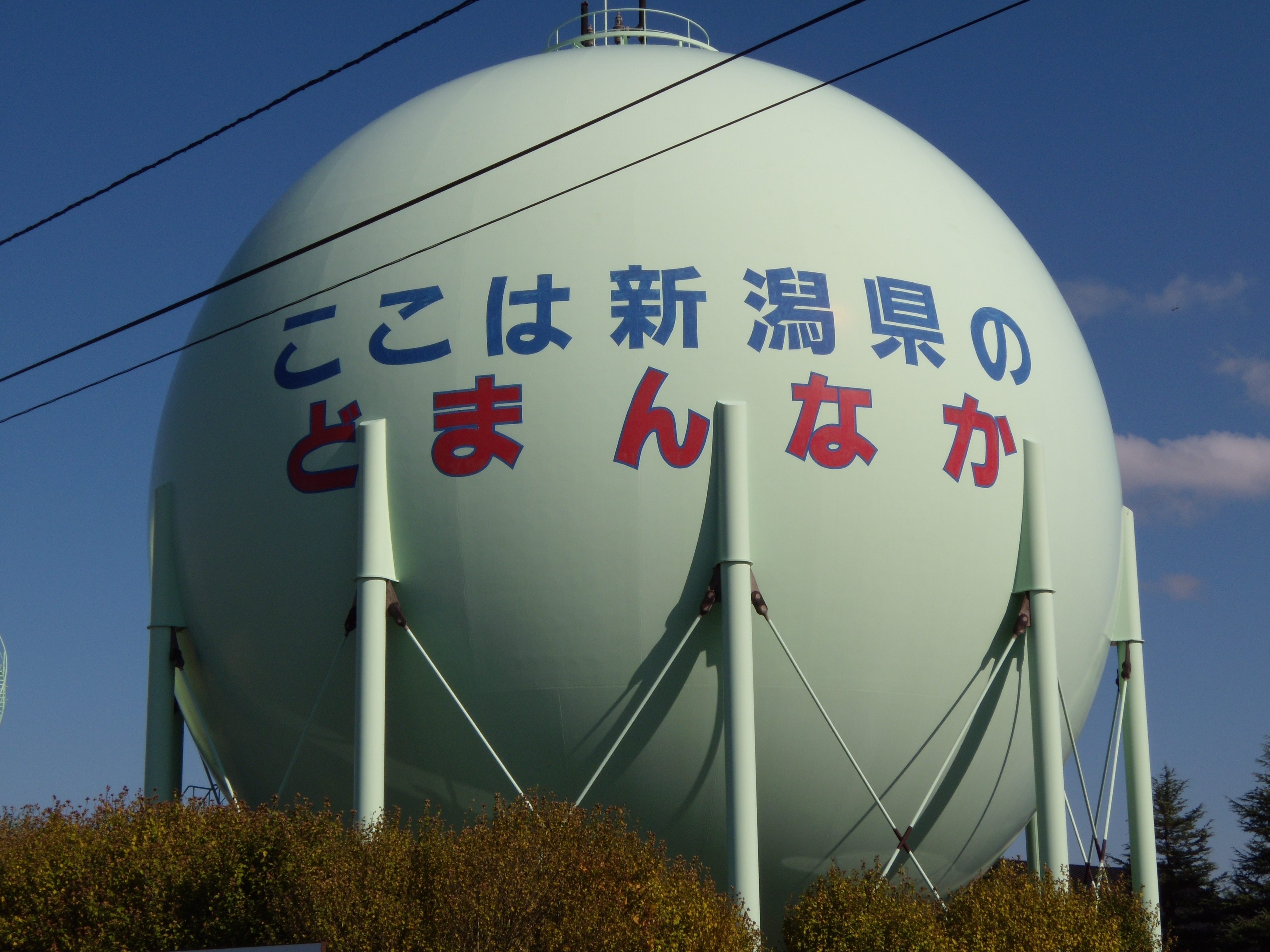
「ここは新潟県のどまんなか」と書かれたガスタンク

見附市葛巻二丁目5番20号に、「新潟県の重心点」の石柱モニュメント（写真真ん中下）が設置されている（北緯37度31分19秒,東経138度54分50秒,標高21.500メートル）。この値は新潟県の形状を切り抜いた際の重心として、国土地理院の数値地図を基にコンピュータにより算出されたものである。近くのガスタンクには、「ここは新潟県のどまんなか」と書かれている。
ハンディー型GPS端末やGPS携帯で新潟県の重心点の石柱モニュメントの×印で測定すると同じ座標か近い座標が確認することができる。
2011年3月11日に発生した東日本大震災による地盤の移動でずれているため、厳密には現在このモニュメントのある場所は正確な重心点ではない。
車を駐車するスペースが少ないが、軽自動車2台分ある（写真の白い標識の左側）。また、付近に車をとめることが可能である。
「新潟県のへそ」にちなみ、「へそラーメン」が名物であるが、これは、2002年に市内の飲食店が共同で企画したもので、市内の各店舗で食べることができる。市内の飲食店で「へそラーメン」を作っているのは9軒あるが、ラーメンにのっている具が店によって異なるため、ある店での味わいはそこの店でしか味わうことができないものとなっている。

### 観光スポット
- 大平森林公園

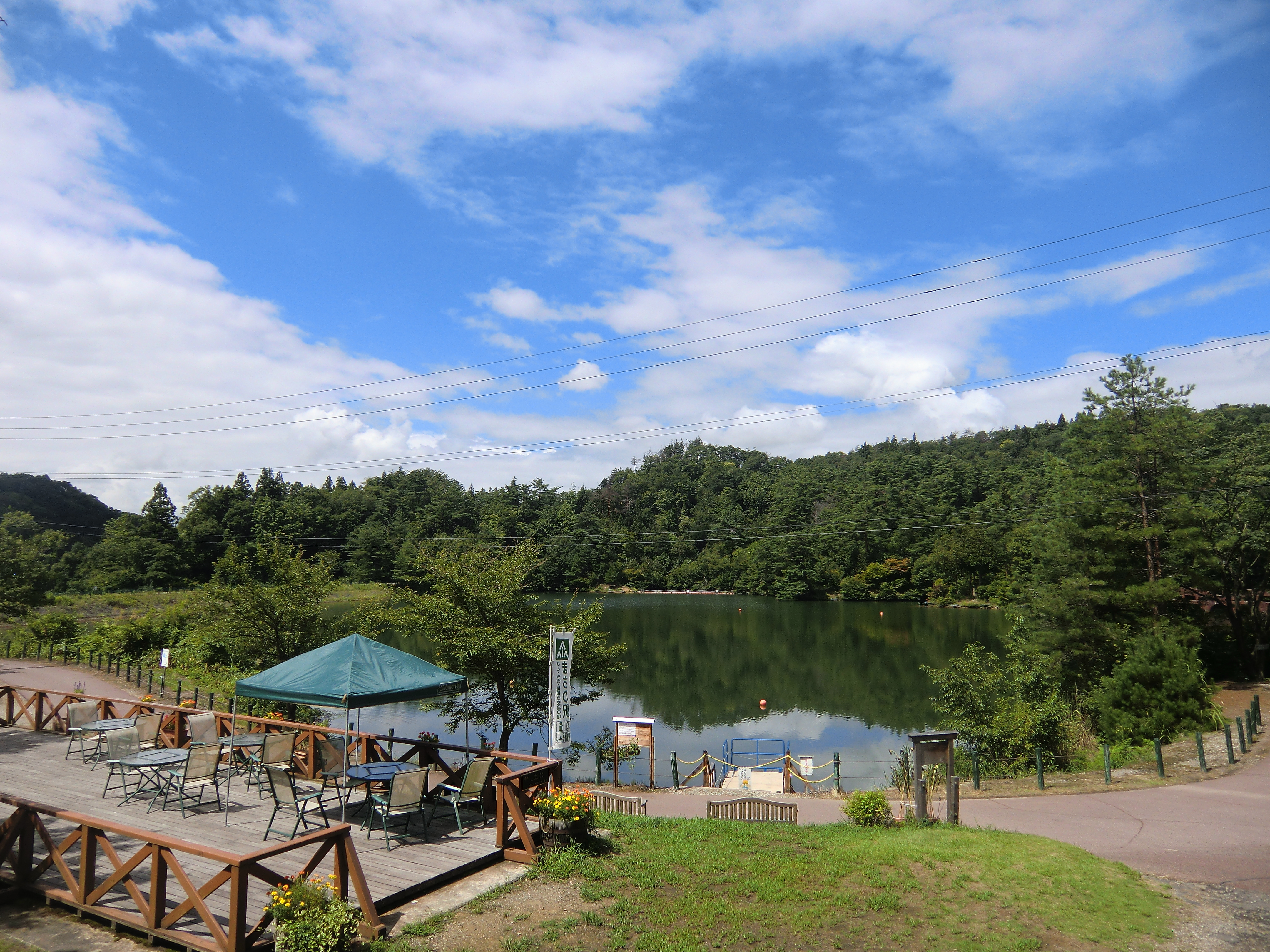
ログハウスから望む大平堤

市の北東に位置し、江戸時代に農業用水の不足を補うため、大庄屋小林六左衛門が大平堤を完成させた。市内随一の貯水量を誇ったこの堤は、水不足に悩む農村に多くの恩恵を与え、その後、1987年から現在の大平森林公園となった。約53haの園内には4.3haの大平堤があり、キャンプ場やバーベキュー施設、魚釣りなどアウトドア向けのスポットとなっており、ゴールデンウィークや夏休みなどは多くの人々で賑わう。また、全長17mのすべり台やトリム施設、10人乗りのEボート、遊歩道があり、子供から中高年者まで幅広い年齢層が利用している。

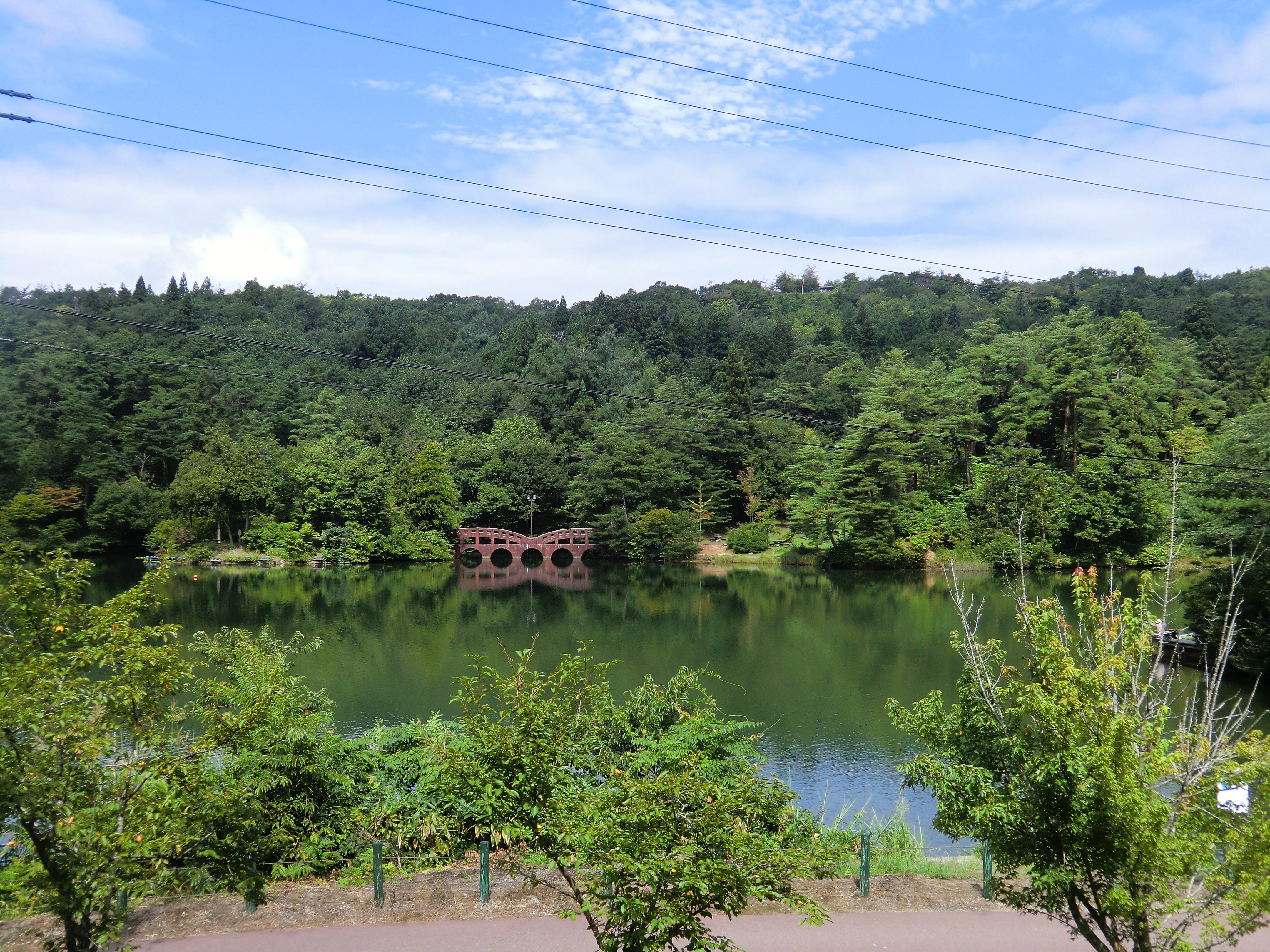
大平森林公園

そのほか、4月の開園イベントでは見附市を拠点に活動している和太鼓団体「越後見附太鼓」の演奏や焼肉食べ放題、ふれあい動物コーナーなどが開催される。なお、バーベキューについては利用日の1週間前までに予約をする必要があり、キャンプを団体で利用する場合やEボートを利用する場合にも要予約となる。また、公園内大平堤での釣りは水質等環境保全の為、1人1日200円（中学生以下無料）の協力金をお願いしている。
遊歩道は堤を1周できるほか、中部北陸自然歩道が通っており、コナラやアカマツなどの木々の中を歩いて森林浴を満喫しつつ、春は山菜取り、秋はキノコ狩りといった季節の変化を楽しみながら自然とふれあう事ができる。
公園内にログハウスがあり、お菓子や飲み物を販売しているほか、市の特産品も扱っている。また、自動販売機コーナーも設置されている。ログハウスの営業期間は、4月から11月中旬頃までである。
- 観音山・水道山公園

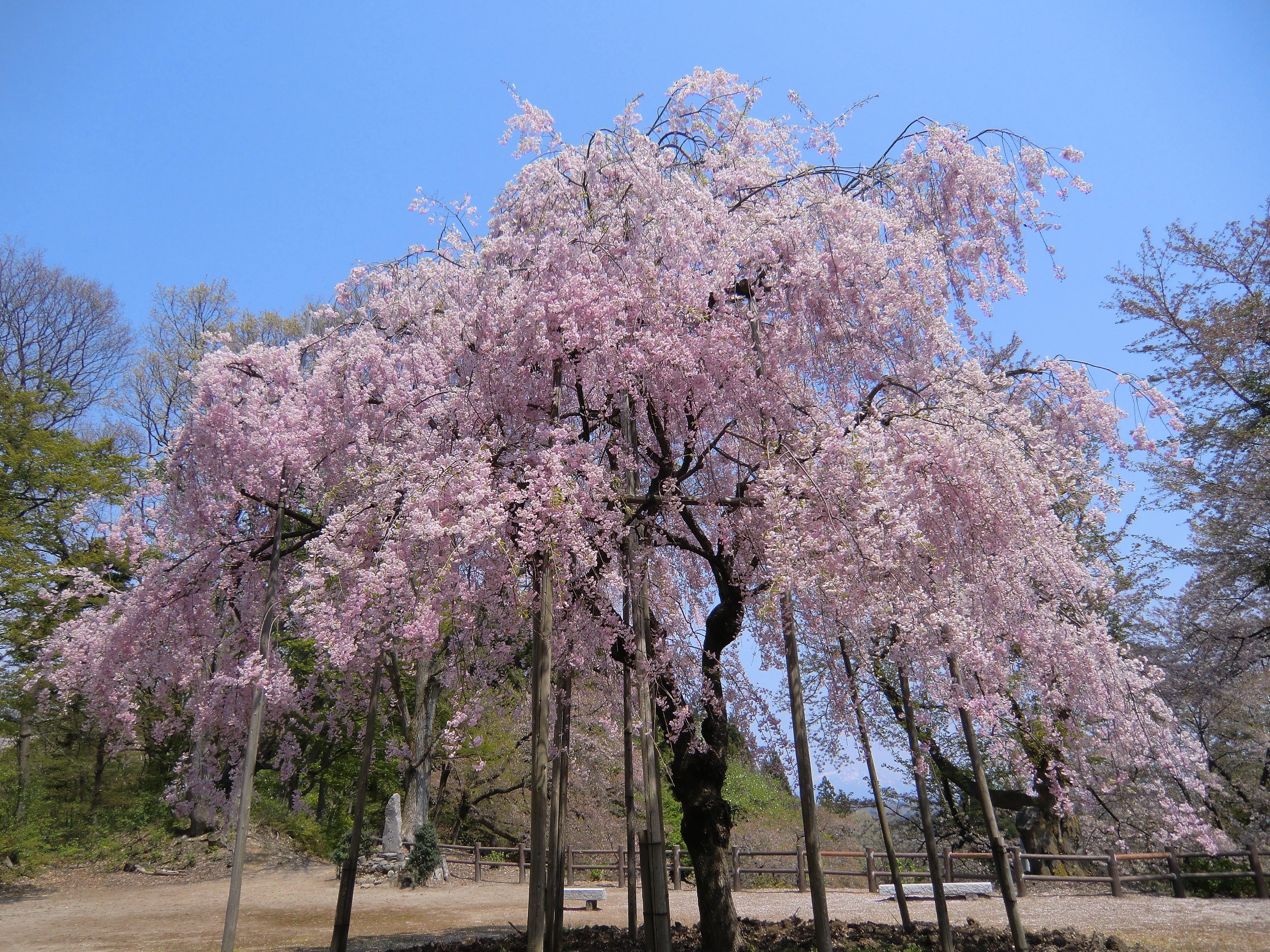
観音山公園・しだれ桜

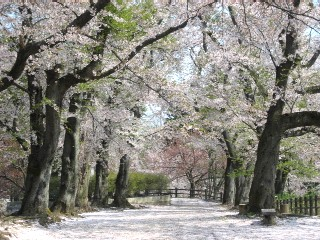
観音山公園

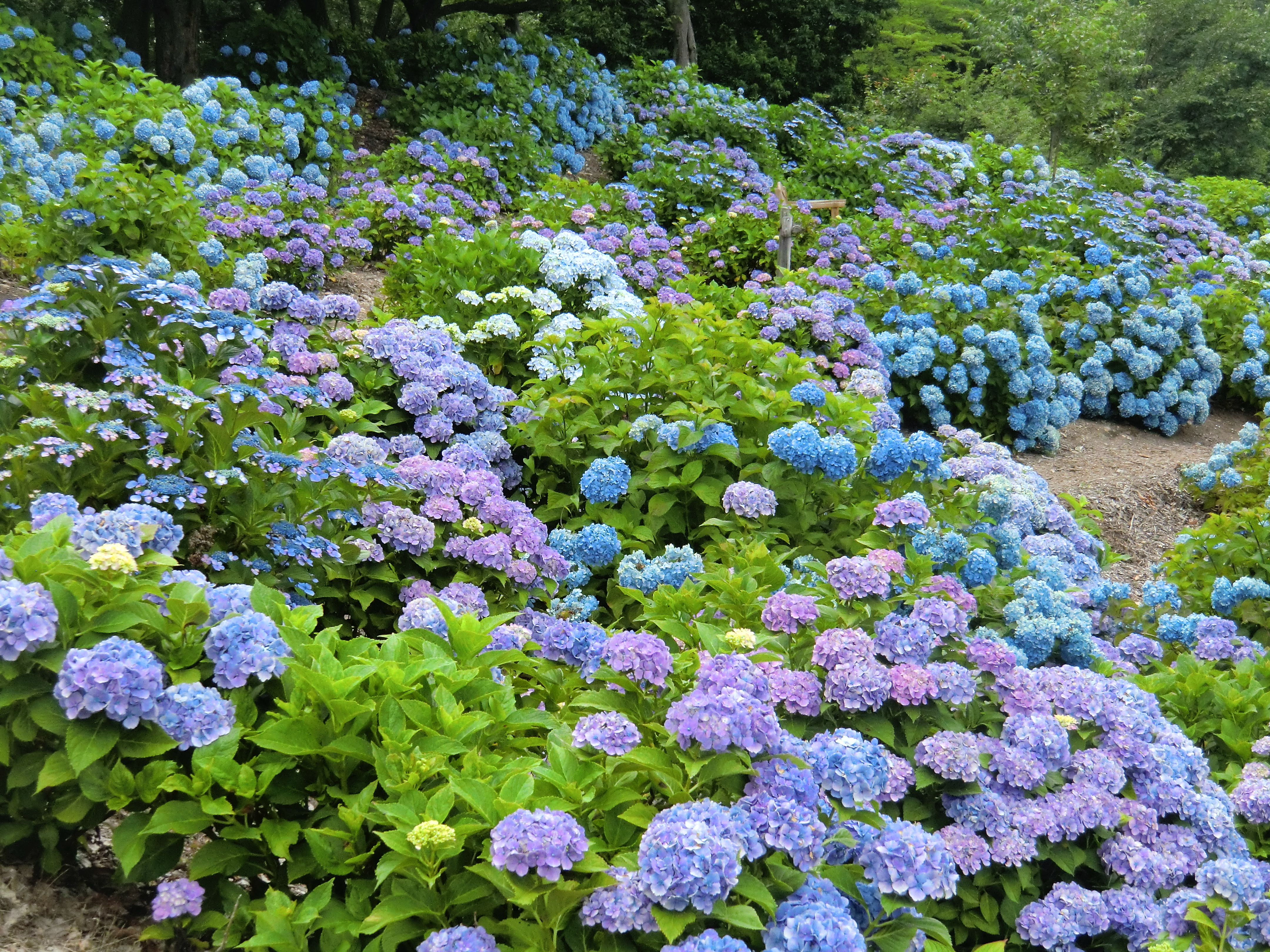
観音山公園・紫陽花

市の東南に位置し、両公園合わせて面積約10haとなっている。海抜60mほどの小高い山の上にあり、東方には守門岳・粟ヶ岳が、西方には市街地が眺望できる。道沿いには桜並木が続き、春にはソメイヨシノを中心にしだれ桜・八重桜が、梅雨時には4,000株のアジサイが咲き誇り、訪れる人の心を和ませてくれる。2006年（平成18年）には、水道山の家がリニューアル・オープンし、日中はオープンスペースとなっており、休憩の場として利用することができる（団体利用の場合には事前に申込が必要）ほか、テラスにはベンチが設置されており、守門岳や粟ヶ岳を望むことができる。また、身障者やお年寄りでも気軽に立ち寄れるように乗り入れスロープが整備されている。
冷温帯林の代表的な樹種で亜高山帯に分布するブナと新潟県内では低地に分布するアカシデが混生しており、1985年（昭和60年）9月に市の文化財として指名とされ、樹齢400年以上の自然林は「新潟県ブナ林百選」のひとつとなっている。また、1974年（昭和49年）3月文化庁発行の『新潟県主要動植物地図』には価値の高い生物群集として記録され、1983年（昭和58年）3月発行の『新潟県のすぐれた自然』では、暖温帯から冷温帯への移行帯附近の落葉自然林としてとりあげており、その保護の重要性を強調している。
- 杉沢の森

市の東部に位置し、杉沢町にあることが名前の由来である。スギの改良品種を植栽していた新潟県見附林木育種園の跡地を里山の自然体験や環境学習ができる県民の森として新潟県が整備したものであり、2004年からイベント広場やクラフトや木工などに利用できる作業棟が整備され、その後、市に移管し2008年からは市が管理をしている。約20haの敷地には、イベント広場、作業棟があるほか、見晴らし東屋からは越後三山が一望できる。遊歩道は全長約3kmあり、その途中には水芭蕉が楽しめるビオトープもある。湿地帯には体長約2センチのハッチョウトンボも生息している。また、樹木の伐採など林業体験にも挑戦できる。
- 新田公園

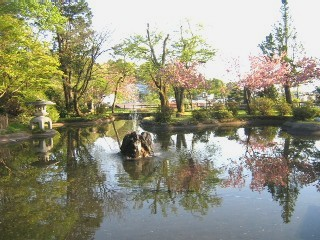
新田公園

市の中央部に位置し小高い山の上にあるため、市街地を眺望することができる。桜のほかに、ツツジの名所としても知られている。また、瓢箪のような形をした池や灯篭、庭石などがあることから日本庭園のような風景が見ることができる。そのため、秋には紅葉スポットとしても人気がある。
江戸時代は村松藩御勝手方御用達原山氏が所有していたが、その後、今町の素封家新田氏が所有し、新田周平が庭園を造成し、新田楽園と名付けられ、1931年に当時の見附町に寄付され、新田公園となった。

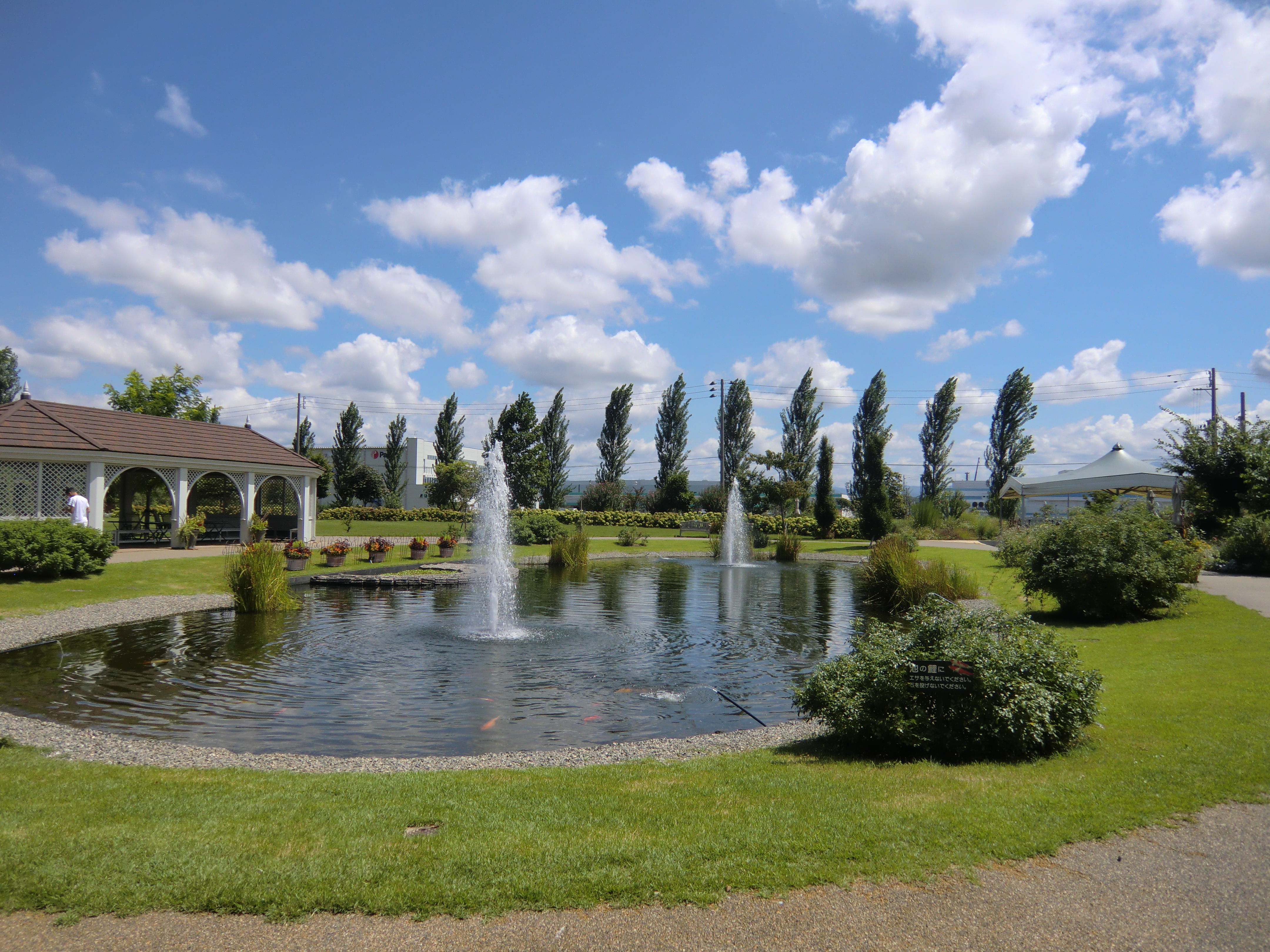
ガーデン内にある噴水広場

- 中部産業団地公園（イングリッシュガーデン）

市の北部に位置する中部産業団地内に位置する。詳細は新潟県中部産業団地#みつけイングリッシュガーデンを参照。
- 道の駅パティオにいがた

今町と長岡市の境界付近に位置する。詳細は記事を参照。
- 太田の清水

太田町の太田神社の山近くに地元の清水がある。名水に指定されていないが水は美味しく、夏場などは人は順番待ちになる。（地元の人が優先されている）色々な所より車で水を汲みに訪れる人が多い。

### 歴史・文化
- 椿沢寺

所在地は椿沢町。越後三十三観音札所巡礼地第16番札所。戦国時代に上杉謙信も当寺の千手観音を深く信仰し、祈願成就の返礼として寺領、仏画、陣銅羅等礼状を付けて寄進し、今も寺宝として保存され本尊と共に一代一回の開帳となっている。
戊辰戦争で戦場となった当時の椿沢村において焼き討ちを免れた数少ない建造物のひとつでもある。
- 小栗山不動院

所在地は小栗山町。越後三十三観音第17番札所。七所山と呼ばれる裏山に経塚が営まれ、銅製仏像等が出土した（出土品は新潟県指定有形文化財）。 毎年8月10日、17日に上演される「獅子舞」は見附市指定無形民俗文化財となっている。
- みつけ伝承館

2010年までの所在地は名木野町。廃校となった北谷中学校（現在の南中学校の母体のひとつ）の校舎を利用し1980年6月に開館され、その後2010年4月に学校町に移転した。地域に住む人々が長い間営んできた仕事や暮らしの中で、生み出し積み重ねてきた知恵や工夫を紹介しており、基本テーマは、「はた・くらし・見附」に設定し、見附の古くからの地場産業である「はた」（織物）を中心に、米作りのために必要な農業生産用具、衣食住全般の様々な生活用具などの民俗資料や、市内の遺跡で発掘された考古資料を収集・展示するほか、市民向けに機織講座や陶芸入門教室も開催している。
- 山吉氏

発祥の地は山吉町。三条長尾家の下で勢力を持った。三条城、次いで木場城を有した。長尾上杉氏とともに出羽国米沢藩（山形県米沢市）へ移る。

### その他
- まちづくりの1つとして、「快適空間づくり事業」に取り組み、2005年に「ナチュラルガーデンクラブ」を立ち上げ、多くの人々が参加して市内の道路や公園等の公共用地に花苗の植栽や植樹を行っているほか、商店街にハンギングバスケットを使用するなど見附市の美化・緑化を積極的に推進している。そのため、市内の各地で花や緑を見ることができ、市役所前も花々が咲き誇っている。また、見附小学校が全国花いっぱいコンクールにおいて、厚生大臣賞や総務大臣奨励賞、2001年には内閣総理大臣賞を受賞しているほか、市内にある花*花ランドが、都市公園コンクールで国道交通都市・地域整備局長賞を受賞するなど「花のまち」として高い評価を得ている。

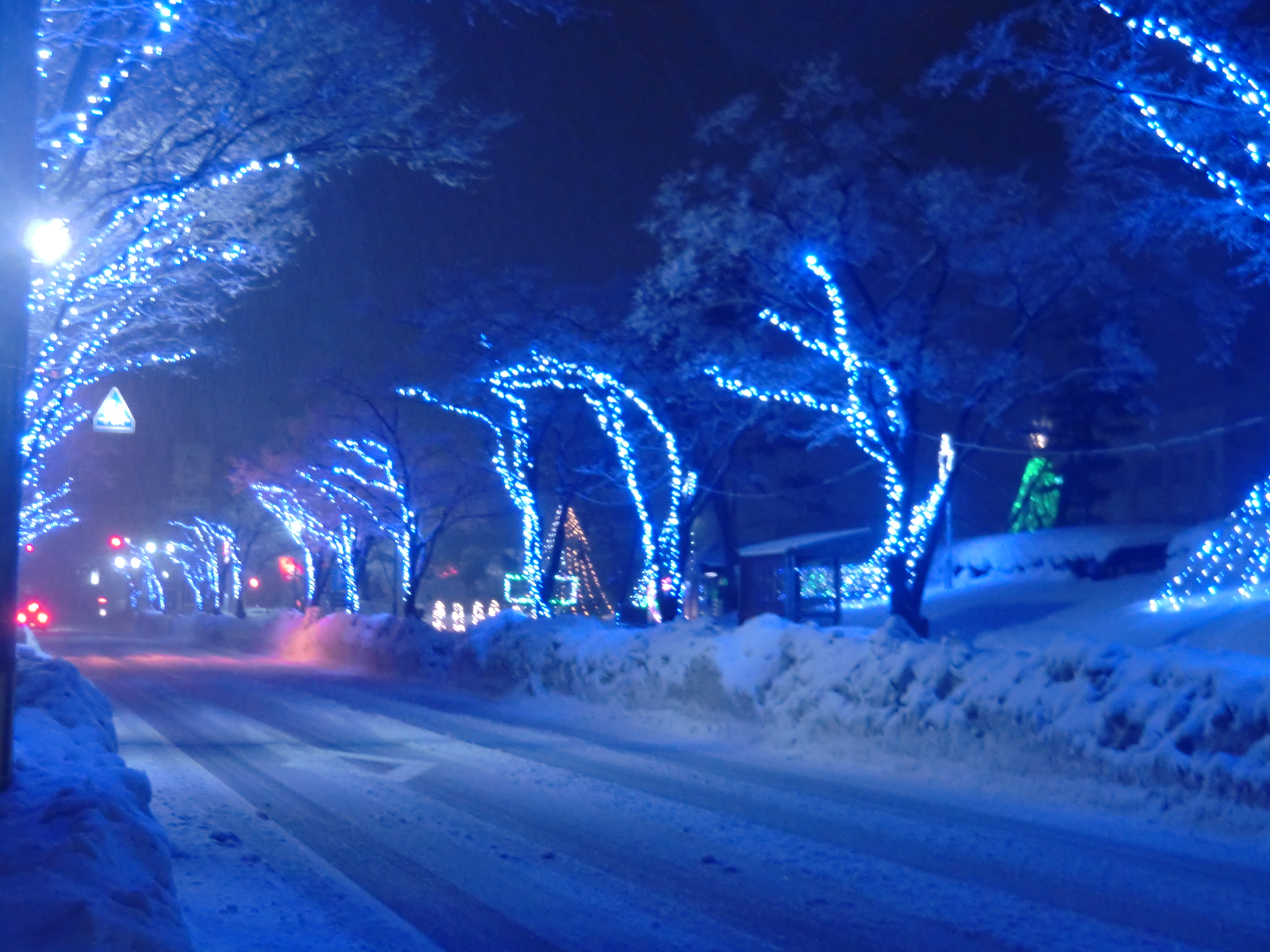
街路樹イルミネーション

- 街路樹イルミネーション2006年より毎年12月から2月中旬までの間、市道十二ノ木線の市役所前通りと見附小学校前通りでそれぞれ500mと400mに亘って4万球の街路樹イルミネーションが点灯される。12月に行われる点灯式では、カウントダウンのほか、飲食ブースの出店や音楽の生演奏、キャンドル装飾による演出がなされる[30]。イルミネーションの規模が徐々に拡大しており、2012年にはJR信越本線アンダーパスから本町商店街へ続く通りの全長2.7kmという県内一最長の区間で7万球のLED電球により街中が彩られている。また、市役所の前でもイルミネーションが点灯している。これらのイルミネーションの取り付け・取り外し作業は、市民のボランティアによって行われている。[G 57]
- 2009年10月31日に見附市内のお店31社が出店する見附市独自のインターネットショッピングモール「新潟ど真ん中市場 どまいち」が、オープン。
- 2010年5月より河川環境の整備と利活用により地域の活性化を図る「かわまちづくり事業」のひとつとして3頭のヤギを飼育し、刈谷田川河川敷の雑草を食べさせる取り組みが行われた。雑草を餌にすることで機械や農薬を使わずに除草を行うことができ、河川敷をきれいにできるというエコなものであったが、新潟・福島豪雨でヤギの小屋などが流されてしまったため、この実証実験は2012年5月をもって一旦終了となった。
- 令和元年より、地元農家が市内の小学校の学校給食に提供している米をブランド化し、「小学校米」として一般販売を行っている。子どもたちの地元愛につながる期待のほか、売り上げの一部は小学校に寄付されている[31][32]。

## 著名な出身者
- 浅野光代（写真家）
- 大橋一蔵（北海道開拓者）[G 58]
- 浅野薫（フリーアナウンサー）[要出典]
- 一条もんこ（スパイス料理研究家）
- 太田柾樹（イラストレーター）[要出典]
- 北村一男（元参議院議員、元新潟県知事）[G 59]
- 佐野輝男（弘前大学名誉教授）
- 髙井俊（元プロ野球選手）
- 高井正憲（元テレビ朝日アナウンサー）[33]
- 富所正一（シンガーソングライター）[34]
- 田沼敦子（歯科医）[35]
- 松永二三男（フリーアナウンサー、元日本テレビアナウンサー）[36]
- 広橋涼（声優）
- 北見寛明 - 芸人（ベイビーギャング）[要出典]
- 藤田亮策（考古学者）[要出典]
- 星野暁（陶芸家）[要出典]
- 矢沢宰（『光る砂漠』の詩人）[G 60]
- 小塚和季（プロサッカー選手）[37]
- カトウコトノ（漫画家）[G 61]
- 今井美穂（ローカルタレント、ラジオパーソナリティー、モデル）